# 渣打香港馬拉松

2017年渣打馬拉松標誌

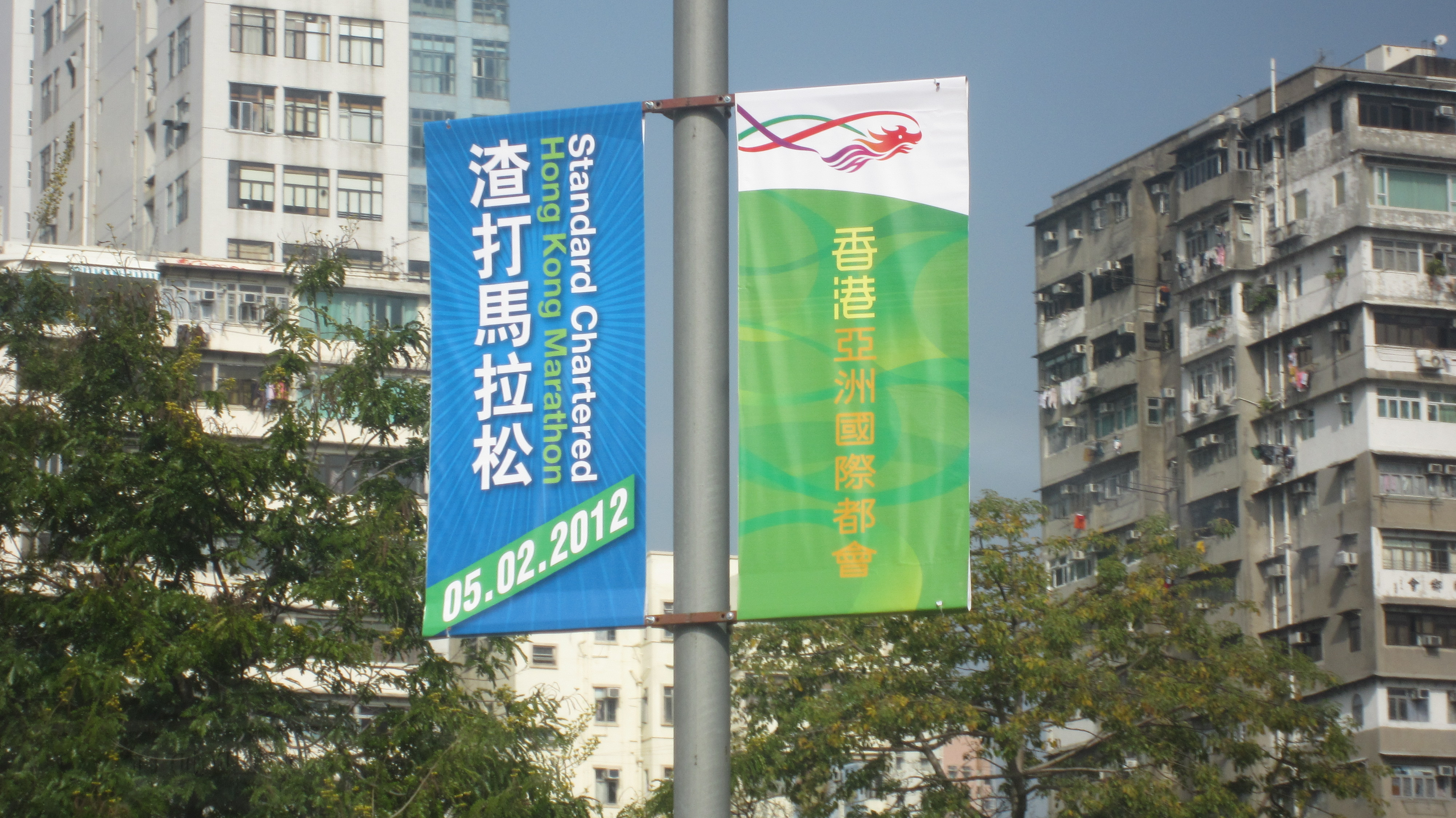
2012年渣打馬拉松的路邊廣告

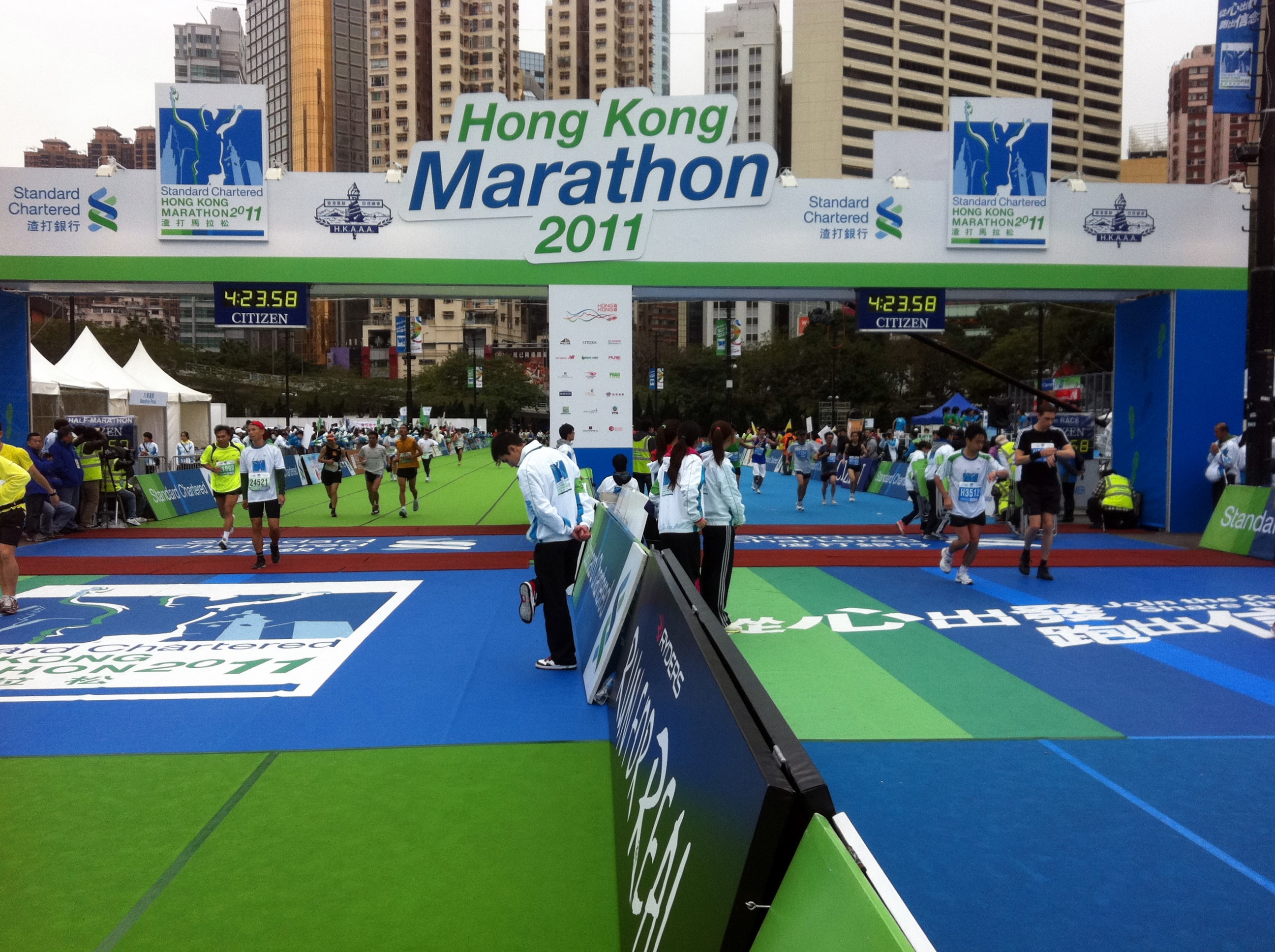
2011年渣打馬拉松終點站

渣打香港馬拉松（英語：Standard Chartered Hong Kong Marathon），常稱為渣打馬拉松，又稱香港馬拉松或全港性馬拉松，簡稱渣馬，由中国香港田徑總會（田總）主辦，自1997年至今由渣打銀行冠名贊助，是香港最大型的公路長跑比賽，為田總主辦或合辦的香港六大長跑賽事之一，亦是當中最大型的一個。
早年賽事均於農曆新年後的2月中旬至3月初期間舉行，後來於2015年起每逢較遲過農曆新年（即約2月中旬才過年）的年份皆通常於農曆新年前（約1月下旬）舉行，而較早過農曆新年（即約1月下旬或2月首週過年）的年份皆仍於農曆新年後（約2月中旬）舉行。
賽事每年都吸引數以萬計的參賽者參加，賽事於2004年至2009年間更成為了渣打馬拉松全球最強之戰4個分站的最後一站、及難度最高的一站（另外3個分站分別為肯尼亞奈洛比站、新加坡站和印度孟買站），自2010年起，贊助商渣打銀行將不再舉辦全球最強之戰。除香港之外，渣打曾在全球九個城市贊助馬拉松，包括新加坡、印度孟買（2018年起賽事改由印度塔塔諮詢服務贊助）、肯雅奈羅比、吉隆坡、曼谷（2016年賽事不再冠名贊助，改由泰國BDMS醫療集團贊助）、杜拜、史坦利港（福克蘭群島）、澤西及臺北（2014年加入）。
2012年，渣打馬拉松賽事首度獲國際田聯（IAAF）認可為銅級道路賽事。2013年的賽事更獲國際田聯升格為銀級道路賽事。直至2016年，渣打馬拉松正式獲國際田聯升格為金級道路賽事至今。
2023年（第25屆）及之後的賽事，獲世界馬拉松大滿貫（Abbott Marathon Majors）接納成為《雅培世界馬拉松大滿貫萬達年齡組世界錦標賽》（AbbottWMM Wanda Age Group World Championships）資格賽，凡年齡滿40歲而完成全馬賽事的跑手，其成績將會計算分數，跑手有機會憑分齡成績計算的分數或達標成績，入圍下一年度《雅培世界馬拉松大滿貫萬達年齡組世界錦標賽》總決賽（世界馬拉松大滿貫於2023年9月13日宣佈，2024年度的總決賽定於是年度的悉尼馬拉松中舉行，2025年度的總決賽則有待公佈）。

## 歷史

### 早年
香港的馬拉松歷史可追溯至1992年，田徑總會舉辦第一屆「港深馬拉松」，有600多名來自10個國家的選手參加，由粉嶺運動場出發經落馬洲皇崗口岸過關，以深圳市體育館為終點，全程42.195公里，其中約8公里（5分之1路程）在香港跑。「港深馬拉松」成功舉辦過兩屆（1992年及1993年），後來因經費問題暫停舉辦。及至1997年2月16日，香港正值政權交替前夕，社會氣氛不明朗，渣打銀行為增添正能量，贊助了第一屆馬拉松賽事，過千人由香港出發經落馬洲皇崗口岸跑到深圳，寓意香港回歸，「渣打香港馬拉松」就此誕生。當時賽道由上水跨越落馬洲至深圳，故亦稱「渣打港深馬拉松」，共有逾1,000人參加。特點是在賽前一晚，所有運動員需聚集於灣仔運動場，由主辦機構收起他們的回鄉證交予過境部門認證，然後給他們發一個如「籌碼」般的牌仔，經過皇崗時扔下即可過關。
1998年，在剛落成的赤鱲角香港國際機場及青馬大橋舉行。共有約6,000名參加者參加。
1999年，賽事首次移師至香港市區舉行。於香港島的中環金融中心作起點，並以九龍深水埗運動場為終點。共吸引逾7,000名跑手參與。
2000年，當年賽道的特色以著名的維多利亞港為起步點的背景。參賽者從尖沙咀香港文化中心出發，並再以深水埗運動場為終點。賽事首次安排三項不同距離的賽事，包括馬拉松、半馬拉松及十公里賽。
2001年，參賽人數首次超過10,000人。賽事在九龍尖沙咀彌敦道起步，經過西九龍公路、長青隧道，在青馬大橋及汀九橋折返經西區海底隧道。終點在灣仔金紫荊廣場。
2003年，在嚴重急性呼吸系統綜合症疫情陰影下，仍有超過18,000人無懼惡菌堅持參賽。
2005年，渣打集團贊助首屆「全球最強之戰」，將渣打全球4個馬拉松聯為一個大型的馬拉松比賽。
2006年，共有近40,000人參加。2月12日比賽當日，有2名參賽者暈倒，情況危殆，其中一人延至2月14日清晨3時許不治，另有4,800多人抽筋，22人身體不適需要被送醫院。馬拉松比賽全程馬拉松冠軍由肯尼亞人博爾取得，時間是2小時14分18秒，女子組冠軍則由埃塞俄比亞籍圖恩以2小時35分15秒獲得，中國籍戴艷艷獲得第4名，未能衛冕。
2007年，賽會汲取去年的教訓安排急救服務等，乃有破記錄的6,249人不適或受傷，佔參加人數16.7%，35人需要被送醫院，其中一名年輕有經驗男跑手疑因中暑情況危殆。
2008年，馬拉松的十公里項目與全馬、半馬分開賽道，在東區走廊舉行，終點設在維多利亞公園。而全馬、半馬首次延伸至銅鑼灣鬧市，終點也改設在維園。不少參賽者認為，東區走廊的賽道較以往途經西隧好。精英運動員亦認為，改在維園衝線有助創佳績。
2009年，正值香港剛經歷金融海嘯，渣打號召逾3,000名商戶，在賽事當日推出一元奶茶、3.8元蛋撻等優惠，為市民打氣。
2010年，全馬採用新賽道，途經剛通車的昂船洲大橋及南灣隧道。
2011年，截肢跑手馮錦雄以4小時19分完成全馬賽事，成為首位完成渣打馬拉松全馬賽事的截肢人士。
2012年，渣打馬拉松賽事首度獲國際田聯（IAAF）認可為銅級道路賽事。賽事有38人送院，當中有1宗送院死亡個案。

### 2013年賽事
本年度渣打馬拉松賽事於2013年2月24日舉行，參賽名額由70,000名增加至72,000名，全馬、半馬及10公里賽事分別為13,500、20,500及38,000名。賽事獲升格為銀級道路賽事，並同場舉辦第十四屆亞洲馬拉松錦標賽，邀請來自孟加拉、柬埔寨、日本、香港、馬來西亞、新加坡、斯里蘭卡、以及烏茲別克等國家，共24男17女參賽，香港代表包括賴學恩、黎可基、溫耀昌、周子雁、范瑞萍、以及江鳳仙（渣打馬拉松2012十公里賽女子組總冠軍），取得總參賽人數前三分一的名次的選手，便可奪得2014年亞洲運動會的參賽資格；另外亦有分別來自非洲國家的7男3女海外精英參賽者。賽事亦獲得香港特別行政區政府認可為香港品牌項目，同時亦獲體育委員會認可為「M」品牌體育項目。

### 2014年賽事
本年度賽事於2014年2月16日舉行，並繼續以「從心出發 跑出信念」為活動主題。是屆賽事與2013年一樣，同樣獲國際田聯 (IAAF) 認可為銀級道路賽事，參賽名額增加至73,000名。全馬、半馬及10公里賽事分別為14,000、22,500及36,500名。其中全馬及半馬名額有所增加（分別增加500及2000個），但10公里賽卻減少1,500個。大會希望跑手能挑戰自我，而選擇參加更長距離的賽事。香港業餘田徑總會主席關祺表示，是年賽事已符合國際田聯金標賽事的所有條件，已成功覓得五男五女，分別來自五國的世界級跑手赴賽，有望下屆獲國際田聯（IAAF）升格做「金標」賽事。有30名選手因不適或受傷送院，包括2013年僅以十秒屈居全馬亞軍的肯尼亞選手James Kariuki Mbugua。

### 2015年賽事
本年度賽事於2015年1月25日舉行，同樣獲國際田聯認可為銀級道路賽事。主辦單位香港業餘田徑總會指出，因一月份天氣較適合跑手作賽，大會決定是屆於農曆新年前舉行賽事，為跑手提供更理想的比賽環境。參賽名額仍維持73,000名，全馬、半馬及10公里賽事分別為15,000、23,000及35,000名。同場並舉辦第十五屆亞洲馬拉松錦標賽。香港業餘田徑總會主關祺賽後欣然宣佈，今年所有金標選手全數出席賽事，將於年底正式向國際田聯申請升級為金級道路賽事，與波士頓馬拉松等大型賽事媲美。全馬及半馬最後一公里賽道改為由駱克道轉入波斯富街，經軒尼詩道、怡和街和糖街到維多利亞公園終點。十公里賽事的起步點，因中環灣仔繞道工程，由原先的東區走廊西行線改為東行線起步。十公里輪椅賽之尾段則不會經大坑天橋，而改為直接經由百德新街、京士頓街進入維園。有近1100人不適，其中40人需要送院，其中一名24歲十公里賽事跑手，臨近終點時疑因心臟病暈倒，送院搶救時昏迷，1日後不治。

### 2016年賽事
本年度賽事於2016年1月17日舉行，適逢是屆為第20屆，香港業餘田徑總會首次決定以香港歌手陳奕迅的《人生馬拉松》（收錄他在2015年7月10日推出的專輯《準備中》）作為大會官方主題曲，陳奕迅亦獲邀請參加是屆賽事，並獲渣打銀行和香港業餘田徑總會送出渣打香港馬拉松VIP pass。是屆賽事已正式獲國際田聯升格為金級道路賽事，全馬挑戰組頭10名選手可自動取得2016年8月在巴西里約熱內盧舉行的2016年夏季奧林匹克運動會馬拉松賽事的參賽資格。全馬及半馬已獲批准採用全新賽道，跑手將由尖沙咀彌敦道出發，穿過佐敦，沿延伸路段經過油麻地至旺角，轉入亞皆老街、連翔道，再接回西九龍公路，參賽名額增加至74,000名。由2001年起，渣打馬拉松的全馬及半馬賽事，一直使用尖沙咀彌敦道作起點，跑手經柯士甸道及廣東道後連接西九龍公路南行線。由於柯士甸道至西九龍公路部份路段受鄰近道路及基建工程影響，縮窄至僅為一條行車線的闊度，隨著近年賽事不斷發展，參賽人數眾多，為賽事安全起見，香港業餘田徑總會於2015年8月建議，2016年的賽事更改路線，將賽道伸延至旺角，彌敦道一段賽道向北伸延至旺角亞皆老街，跑手左轉入亞皆老街及櫻桃街，經連翔道，進入西九龍公路南行線。賽道改動建議於2015年9月4日的油尖旺區議會交通及運輸委員會會議上，獲與會區議員一致支持。賽事以歷來最高雨量下，仍有超過60,000人無懼風雨堅持參賽。

### 2017年賽事
本年度賽事於2017年2月12日舉行，渣打馬拉松籌委會主席高威林表示，2017年渣馬因要遷就年宵花市檔期，將再次安排在農曆新年後舉行，並研究將終點搬到啟德體育城的可能。是屆賽事再度獲國際田聯認證為金級道路賽事。每年渣打馬拉松舉行期間，青馬大橋橋面出九龍行車線都封路改為賽道，車輛須改經青馬大橋下層，常導致大塞車。據2016年7月28日傳媒報導，根據香港業餘田徑總會提交油尖旺區議會資料，為配合近年大嶼山不斷發展及減少封路措施對大嶼山及馬灣市民造成不便，2017年舉行的賽事，相關橋面於賽事期間將維持正常行車，即跑手不能再跑上青馬大橋橋面。不過當日香港業餘田徑總會立即發表聲明澄清，跑手不會使用青馬大橋下層，賽道的青馬大橋路段將縮短。該會交區議會的資料亦指明年賽道中，青馬大橋路段路線將是青衣西高架道（九龍方向），經青馬大橋下行支路（九龍方向）到汀九橋（南行）。全馬賽事的青馬大橋賽段予以縮短，改為汀九橋及彌敦道路段延長替代；而半馬賽事方面，是屆首次設有配速員（由大會主要贊助商及訓練夥伴Nike Running Club派出），協助跑手於設定目標完賽。全日有近2017人不適，其中27人需要送院，其中一名52歲的十公里賽事女跑手更在翌日不治。

### 2018年賽事
本年度賽事於2018年1月21日舉行，是屆賽事再度獲國際田聯認證為金級道路賽事，為第三年獲此殊榮。

### 2019年賽事
本年度賽事於2019年2月17日舉行，是屆賽事第四度獲國際田聯認證為金級道路賽事。

### 2020年賽事（取消）
本年度賽事大會原定於2020年2月9日舉行，惟因應2019冠状病毒病疫情擴散，為保障公眾安全和健康，特首林鄭月娥在1月25日宣布取消該屆賽事。

### 2021年賽事（改期舉行）
本年度賽事大會原定於2021年1月24日舉行，鑑於香港2019冠状病毒病第四波疫情尚未穩定（正值香港疫情），香港田徑總會在2020年8月27日（正值香港第三波疫情）宣佈2021年賽事將會延期，再於2020年12月4日宣佈2021年賽事在2021年10月24日舉行。

### 2022/2023年賽事（先公佈取消，期後商討後續安排可能性）
本年度賽事原定於2022年11月20日舉行。鑒於政府對大型活動實施嚴厲防疫限制，在賽事前兩個月還未批准舉辦，主辦單位擔心跑手及持份者會沒有充足時間準備賽事，香港田徑總會在9月16日宣布以在別無選擇的情況下取消賽事。但於2022年9月20日，香港田徑總會宣布，由於獲政府全力支持，積極計劃於明年2月12日舉辦「香港馬拉松」賽事。體育專員楊德強說，歡迎田總的決定，參賽人數暫時維持在25000人。又說田總上星期五宣布取消11月的賽事，可能是由於時間緊迫，未有提及其他可行的賽期，政府和田總過去幾天都聽到很多巿民和跑手的意見。
當局在2022年10月13日公佈賽事於2023年2月12日舉行。參賽名額將增至37000個，較原來增加12000個名額。賽事累計32名跑手送院，涉及21男11女，當中5人情況嚴重。

### 2024年賽事
田徑總會在年頭公佈，料香港馬拉松於11月19日舉行，而後來因應舉行第19屆亞洲馬拉松錦標賽，在2024年1月21日星期日舉行香港馬拉松。截至下午4時，累計有39名跑手送院，分別26男13女，其中一名30歲的半馬拉松賽事女跑手完成賽事後，於中午12時許在港鐵天后站暈倒，延至下午1時許不治。

### 2025年賽事
香港馬拉松於2月9日舉行。男子組十公里挑戰賽亞軍藍捷懷、第六名的徐國歌，及男子組半馬拉松挑戰賽冠軍賀應兵、亞軍孫曉陽，因掉轉號碼布，被大會取消資格。相關跑手全部來自中國內地，中國香港田徑總會行政總監伍于豪表示，相關跑手的號碼布是透過同一經理人向他們發放跑手包，但均不屬於本人。截至下午4時，有29名參賽者不適送院。

## 賽制
目前（2017年）的渣打馬拉松除了有全程馬拉松（全馬，42.195公里／26哩385碼）賽事外，還設有半馬拉松（半馬，21.1公里／13哩192½碼）、10公里（6.2哩）賽事、兩組輪椅賽（10公里／6.2哩及3公里）、3公里「少年跑組」（供12至15歲的年輕跑手）。另設有10公里的「紀律部隊盃」、「區議會盃」（與10公里挑戰組同場舉行）及由大會邀請政商名人參加的2公里「領袖盃」。2017年再新增1.8公里的「親子跑」。
在每種賽事之中，依照性別和年齡再細分各不同組別。由於參加人數逐年增加，故組別劃分一年較一年仔細。
2007年起，10公里再細分為三個組別：10公里挑戰組（最佳成績少於01:10:00）、十公里1組（最佳成績01:10:01–01:25:00之間）、十公里2組（最佳成績多於01:25:01）。
2008年起，10公里再細分為四個組別：10公里挑戰組（最佳成績少於01:10:00）、十公里1組（最佳成績01:10:01–01:25:00之間）、十公里2組（最佳成績01:25:01–1:40:00之間）、十公里3組（最佳成績多於01:40:01）。
2009年起，半馬拉松再分為兩個組別：半馬拉松挑戰組（最佳成績少於02:15:00）、半馬拉松1組（最佳成績多於02:15:01）。
2010年起，10公里再細分為五個組別：10公里挑戰組（最佳成績少於01:10:00）、十公里1組（最佳成績01:10:01–01:20:00之間）、十公里2組（最佳成績01:20:01–1:30:00之間）、十公里3組（最佳成績多於01:30:01–1:40:00之間）、十公里4組（最佳成績多於1:40:01）。
2011年，10公里維持五個組別，而半馬拉松分為三個組別：半馬拉松挑戰組（最佳成績少於02:00:00）、半馬拉松1組（最佳成績介於02:00:01至02:30:00之間）、半馬拉松2組（最佳成績多於02:30:01）;馬拉松分為兩個組別：馬拉松挑戰組（最佳成績少於04:00:00）、馬拉松1組（最佳成績多於04:00:00）
2012年，10公里分為五個組別，10公里挑戰組（最佳成績少於00:50:00）、十公里1組（最佳成績00:50:01–01:10:00之間）、十公里2組（最佳成績01:10:01–1:20:00之間）、十公里3組（最佳成績多於01:20:01–1:30:00之間）、十公里4組（最佳成績多於1:30:01），而半馬拉松和全馬拉松則維持三組及兩組。
2013年，10公里分為六個組別，10公里挑戰組（最佳成績少於00:50:00）、十公里1組（最佳成績00:50:01–01:10:00之間）、十公里2組（最佳成績01:10:01–1:20:00之間）、十公里3組（最佳成績多於01:20:01–1:30:00之間）、十公里4組（最佳成績多於1:30:01–1:40:00之間）、十公里5組（最佳成績多於1:40:01），而半馬拉松和全馬拉松則維持三組及兩組。
2014年，10公里仍然分為六個組別，10公里挑戰組（最佳成績少於00:50:00）、十公里1組（最佳成績00:50:01–01:10:00之間）、十公里2組（最佳成績01:10:01–1:20:00之間）、十公里3組（最佳成績多於01:20:01–1:30:00之間）、十公里4組（最佳成績多於1:30:01–1:40:00之間）、十公里5組（最佳成績多於1:40:01），而半馬拉松則增加至四組，全馬拉松則增至三組。
2015年的分組則與2014年相同，另外香港業餘田徑總會於2014年10月15日宣佈，以試辦形式新增名額500名的「少年跑組」，供12至15歲的年輕跑手參加，跑手需透過學校免費報名。
2016年，全馬拉松改為只有兩組（挑戰組及1組，起跑時間分別為06:15及06:45），半馬拉松則改為只有三組（挑戰組、1組及2組，起跑時間分別為06:00、08:00及08:30），其餘與2015年的相同。
2017年，全馬拉松恢復三組（挑戰組、1組及2組，起跑時間分別為06:10、06:35及07:00），半馬拉松仍保持三組（挑戰組、1組及2組，起跑時間分別為05:45、08:00及08:30），其餘與2015年的相同。
2018年的分組，則與2017年的賽事相同，另增設「少年跑」及「家庭跑」賽事。
然而，除全程馬拉松需要跑手在之前3年完成過10公里或以上賽事方可參加外，其餘最佳成績均只供參考。由於2017年起的賽事改以抽籤形式決定參賽者，大會會按中籤者報名時的個人時間分配組別。
另外，大會亦為香港業餘田徑總會認可的跑會提供參賽名額，持有香港業餘田徑總會「運動員註冊證」的跑手，可以在公開報名前約1個月（2018年賽事，跑會優先報名為2017年8月4日至8日），經所屬跑會優先報名半馬拉松、全馬拉松及10公里賽事（只限挑戰組），無需與普通參賽者一同上網報名。
2017年賽事則一改過去20年「先到先得」安排，公眾報名首次改用抽籤形式，報名期為9月14日至9月28日。大會指其收到多達10.5萬人申請，成功中籤和候補名單於10月11日公佈。2018年賽事繼續採用抽籤形式，報名期為8月15日至9月6日。大會指其收到多達11萬人申請，再破報名人數紀錄，成功中籤和候補名單於9月21日公佈。鑑於2017年賽事抽籤時，有跑手因同伴抽籤落空而集體棄賽，大會於2018年賽事，在10公里賽事上首度增設「公眾隊制」抽籤報名，名額1000隊，每隊由2至8人組成，中籤者全隊成員均可參賽。
另外，由2014年起，大會推出達標跑手優先報名安排，邀請曾於對上一屆參加渣打香港馬拉松，而成績達到既定時限之跑手，優先報名參加來屆的跑手馬拉松、半馬拉松或十公里之挑戰組賽事。2017年賽事，接受範圍擴展至曾參加香港業餘田徑總會本地賽事、任何獲國際馬拉松及道路跑協會、或國際田聯金／銀／銅級認證的指定賽事，而又達指定水平的跑手優先報名。
2017年的賽事，大會首次以試驗性質推出不少於300個「公益名額」，並特設專屬籌款網頁，邀請社會各界以不同形式捐款或籌款。公益名額於2016年11月2日起以先到先得報名，每位$1500（包括報名費），適用於全馬、半馬及十公里賽事。2018年賽事，公益名額則增至600個。

## 比賽路線

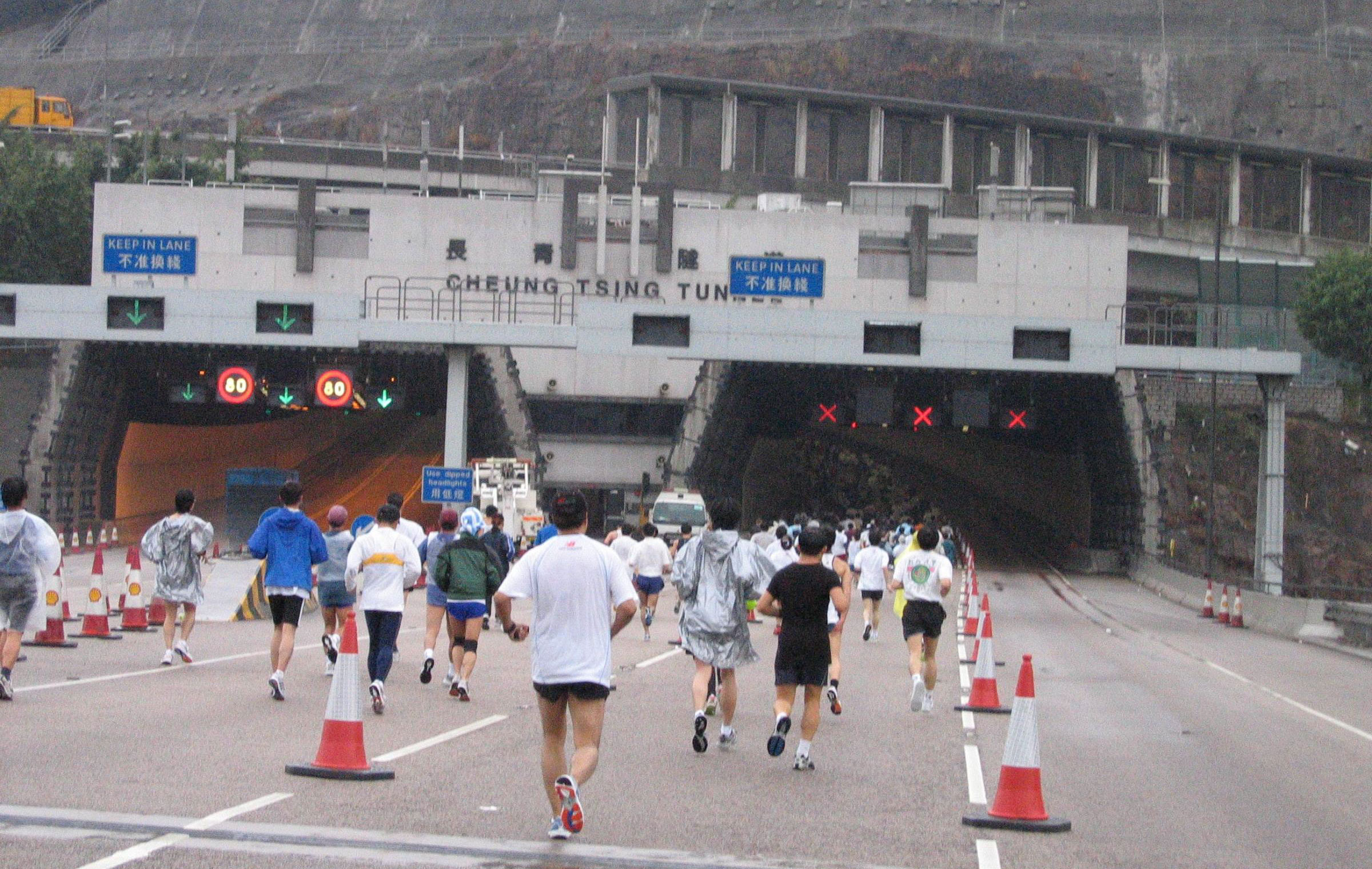
長青隧道青葵公路入口處，攝於2007年

### 1997年（渣打港深馬拉松）
由香港上水起步，經過落馬洲皇崗，並以深圳為終點。

### 1998年（渣打新機場馬拉松）
由青馬大橋起步，並以香港國際機場跑道作終點。

### 1999年
於中環作起點，途經西區海底隧道與長青隧道，並以九龍深水埗運動場為終點。

### 2000年
由尖沙咀香港文化中心出發，途經尖沙咀海濱花園、多個位於九龍的公共屋邨及橫跨汀九橋，以深水埗運動場為終點。

### 2001年至2007年
賽事在九龍尖沙咀彌敦道近美麗華酒店起步，路線經過柯士甸道、廣東道，然後上西九龍公路、長青隧道，在青馬大橋及汀九橋折返經西區海底隧道、港島林士街天橋、畢打街隧道、夏愨道天橋、添美道、分域碼頭街。終點則在灣仔金紫荊廣場。

### 2008年至2009年
10公里
賽事首次移師港島區東區走廊舉行。參賽者需由維園步行上東區走廊才能到達起點。香港東區走廊近興發街維園出口起跑 → 東區走廊西行線 → 筲箕灣折回點（距終點6公里）→ 東區走廊西行線 → 維園道西行線 → 告士打道天橋 → 維多利亞公園終點
半程馬拉松
尖沙咀彌敦道介乎金巴利道及加連威老道起跑 → 柯士甸道 → 廣東道北行線 → 匯翔道西行線 → 連翔道北行線（過佐敦道後轉入南行線）→ 西九龍公路南行線 → 青葵公路南行線 → 荔景折回點（距終點14公里 ）→ 青葵公路南行線 → 西九龍公路南行線 → 西區海底隧道往香港島方向（距終點6公里） → 干諾道天橋東行 → 干諾道中東行線 → 畢打街隧道 → 夏慤道天橋 → 添美道 → 分域碼頭街 → 會議道 → 鴻興道 → 馬師道天橋 → 駱克道 → 東角道 → 記利佐治街 → 維多利亞公園終點
全程馬拉松
尖沙咀彌敦道介乎金巴利道及加連威老道起跑 → 柯士甸道 → 廣東道北行線 → 匯翔道西行線 → 連翔道北行線（過佐敦道後轉入南行線） → 西九龍公路南行線 → 青葵公路南行線 → 長青隧道南行線（距終點31公里） → 青馬大橋東行線 → 馬灣折回點（距終點26公里） → 青馬大橋東行線 → 汀九橋北行線 → 汀九折回點（距終點20公里） → 汀九橋南行線 → 長青隧道南行線 → 青葵公路南行線 → 西九龍公路南行線 → 西區海底隧道往香港島方向（距終點6公里） → 干諾道天橋東行 → 干諾道中東行線 → 畢打街隧道 → 夏慤道天橋 → 添美道 → 分域碼頭街 → 會議道 → 鴻興道 → 馬師道天橋 → 駱克道 → 東角道 → 記利佐治街 → 維多利亞公園終點

### 2010年至2011年
全程馬拉松

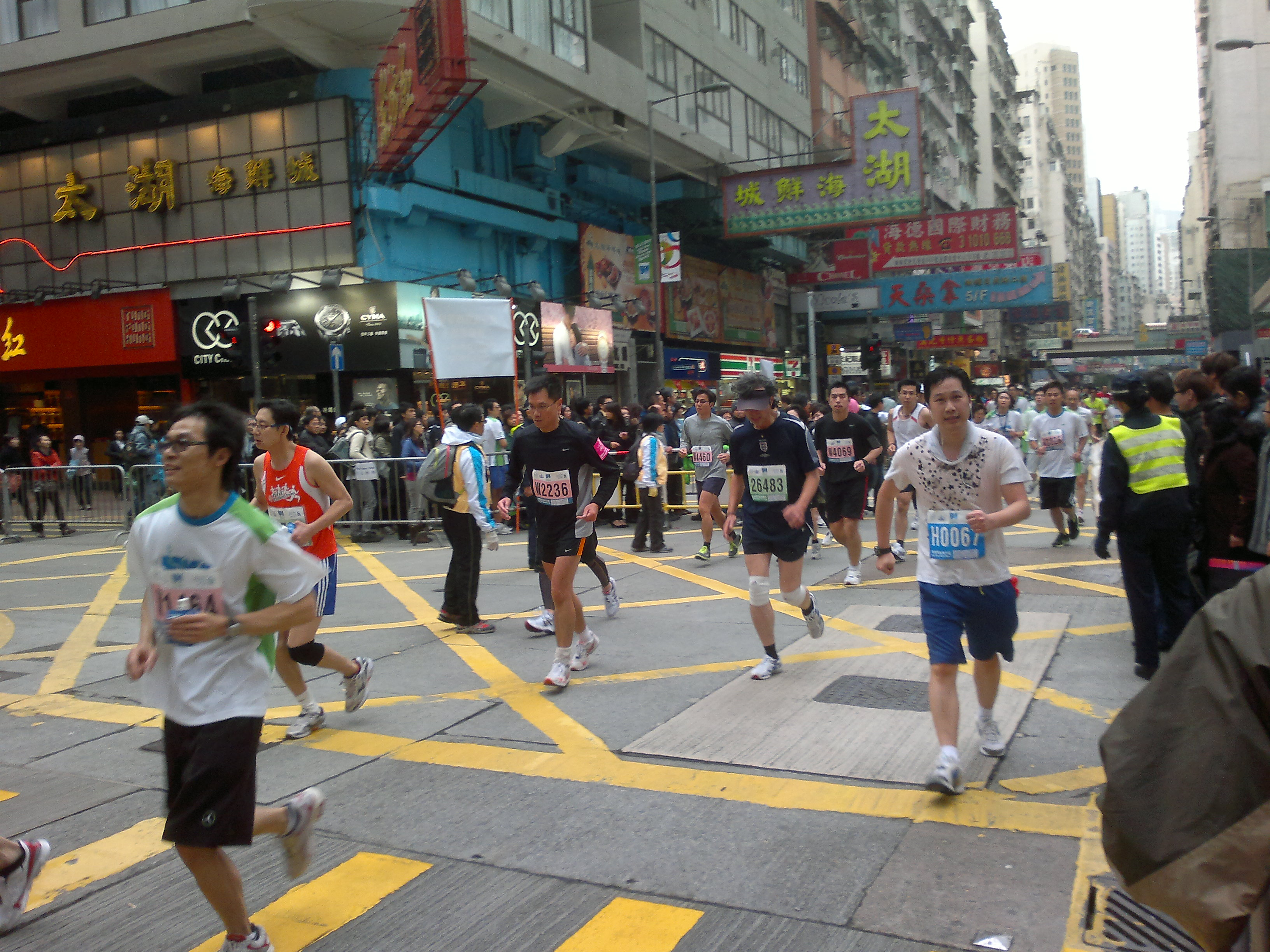
2011年參賽者跑經銅鑼灣駱克道

尖沙咀彌敦道美麗華酒店（起點） → 西九龍公路 → 昂船洲高架道 → 昂船洲大橋 → 青衣東高架道 → 南灣隧道 → 青衣西高架道 → 青馬大橋－汀九橋 → 長青隧道 → 青葵公路－西九龍公路 → 西區海底隧道 → 干諾道中 → 銅鑼灣維多利亞公園（終點）
半程馬拉松
尖沙咀彌敦道美麗華酒店（起點） → 西九龍公路 → 長青隧道前（折返） → 西區海底隧道 → 干諾道中 → 銅鑼灣維多利亞公園（終點）
十公里
香港東區走廊（起點） → 筲箕灣（折返） → 銅鑼灣維多利亞公園（終點）

### 2012年至2014年
全程馬拉松
尖沙咀彌敦道美麗華酒店（起點）→ 彌敦道 → 柯士甸道 → 廣東道 → 匯翔道 → D1路 → 西九龍公路 → 昂船洲高架道 → 昂船洲大橋 → 青衣東高架道 → 南灣隧道 → 青衣西高架道 → 青馬大橋 → 汀九橋 → 長青隧道 → 青葵公路 → 西九龍公路 → 西區海底隧道 → 干諾道西天橋 → 民寶街 → 民光街 → 民耀街 → 龍和道 → 分域碼頭街 → 會議道 → 鴻興道 → 馬師道 → 駱克道 → 東角道 → 記利佐治街 → 銅鑼灣維多利亞公園（終點）
半程馬拉松
尖沙咀彌敦道美麗華酒店（起點） → 彌敦道 → 柯士甸道 → 廣東道 → 匯翔道 → D1路 → 西九龍公路 → 美孚交匯處前（折返） → 西區海底隧道 → 干諾道西天橋 → 民寶街 → 民光街 → 民耀街 → 龍和道 → 分域碼頭街 → 會議道 → 鴻興道 → 馬師道 → 駱克道 → 東角道 → 記利佐治街 → 銅鑼灣維多利亞公園（終點）
十公里
香港東區走廊（起點）→ 筲箕灣（折返）→ 維園道 → 告士打道 → 銅鑼灣維多利亞公園（終點）

### 2015年
全程馬拉松
尖沙咀彌敦道美麗華酒店（起點） → 彌敦道 → 柯士甸道 → 廣東道 → 匯翔道 → D1路 → 西九龍公路 → 昂船洲高架道 → 昂船洲大橋 → 青衣東高架道－南灣隧道 → 青衣西高架道 → 青馬大橋 → 汀九橋 → 長青隧道 → 青葵公路 → 西九龍公路 → 西區海底隧道 → 干諾道西天橋 → 民寶街 → 民耀街→ 龍和道 → 分域碼頭街 → 會議道 → 鴻興道 → 馬師道 → 駱克道 → 波斯富街 → 軒尼詩道 → 怡和街 → 糖街 → 銅鑼灣維多利亞公園（終點）
半程馬拉松
尖沙咀彌敦道美麗華酒店（起點） → 彌敦道 → 柯士甸道 → 廣東道 → 匯翔道 → D1路 → 西九龍公路 → 美孚交匯處前（折返） → 西區海底隧道 → 干諾道西天橋 → 民寶街 → 民耀街→ 龍和道 → 分域碼頭街 → 會議道 → 鴻興道 → 馬師道 → 駱克道 → 波斯富街 → 軒尼詩道 → 怡和街 → 糖街 → 銅鑼灣維多利亞公園（終點）
十公里
香港東區走廊（起點）→ 筲箕灣（折返） → 維園道 → 告士打道 → 銅鑼灣維多利亞公園（終點）
少年跑組
灣仔運動場 → 鴻興道 → 馬師道 → 駱克道 → 波斯富街 → 軒尼詩道 → 怡和街 → 糖街 → 銅鑼灣維多利亞公園（終點）

### 2016年至2018年
全程馬拉松

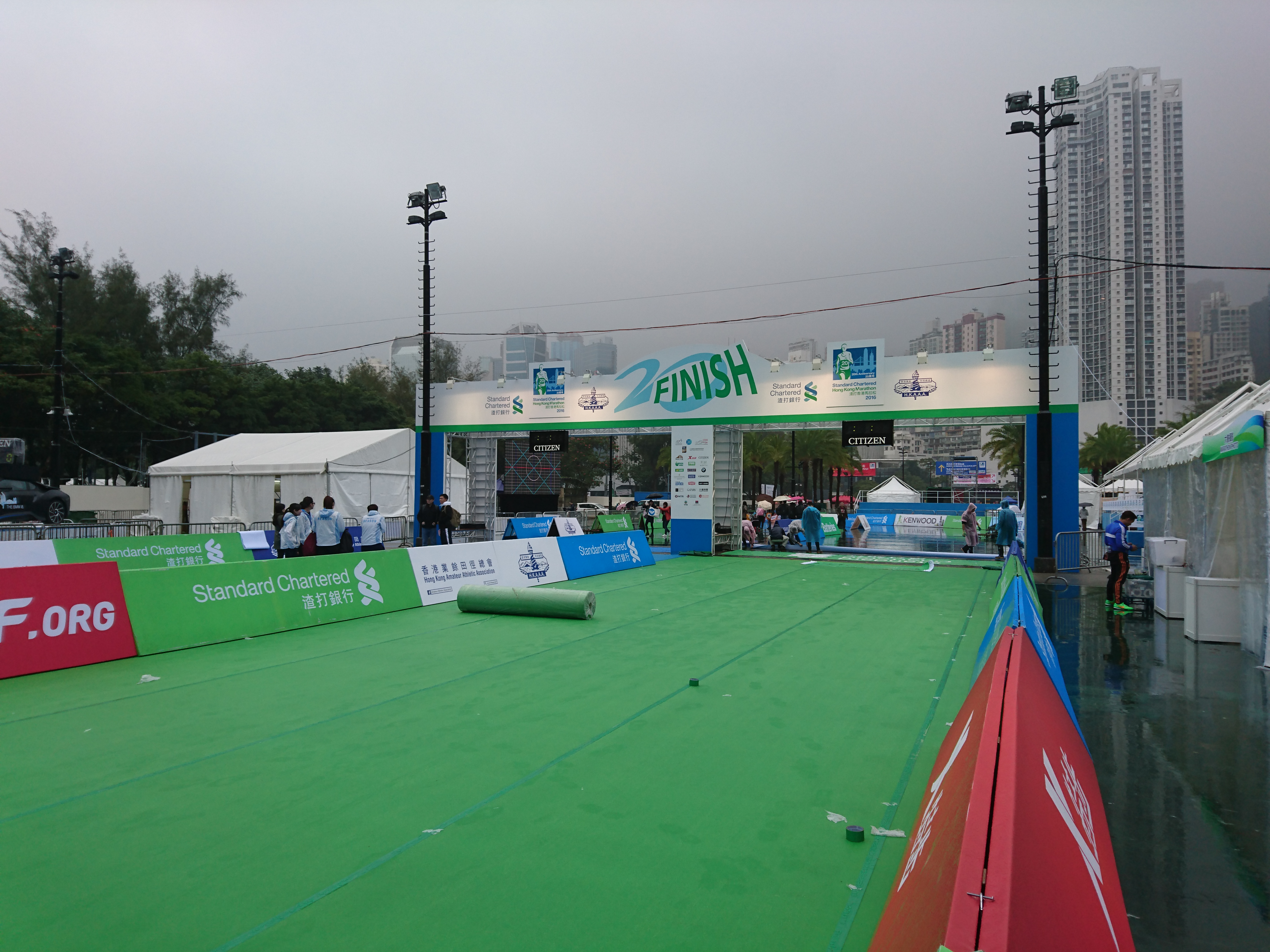
2016年渣打香港馬拉松終點

尖沙咀彌敦道美麗華酒店（起點） → 彌敦道（尖沙咀至旺角） → 亞皆老街 → 櫻桃街 → 連翔道（向南跑至西九龍公路轉右） → 西九龍公路 → 昂船洲高架道 → 昂船洲大橋 → 青衣東高架道 → 南灣隧道 → 青衣西高架道 → 青馬大橋（折返）→ 汀九橋（折返）→ 長青隧道 → 青葵公路 → 西九龍公路 → 西區海底隧道 → 干諾道西天橋 → 民寶街 → 民耀街→ 龍和道 → 分域碼頭街 → 會議道 → 鴻興道 → 馬師道 → 駱克道 → 波斯富街 → 軒尼詩道 → 怡和街 → 糖街 → 銅鑼灣維多利亞公園（終點）
半程馬拉松
尖沙咀彌敦道美麗華酒店（起點） → 彌敦道（尖沙咀至旺角） → 亞皆老街 → 櫻桃街 → 連翔道（向北跑） → 三號幹線（3A出口）→ 西九龍公路 → 美孚交匯處前（折返）→ 西區海底隧道 → 干諾道西天橋 → 民寶街 → 民耀街→ 龍和道 → 分域碼頭街 → 會議道 → 鴻興道 → 馬師道 → 駱克道 → 波斯富街 → 軒尼詩道 → 怡和街 → 糖街 → 銅鑼灣維多利亞公園（終點）
十公里
香港東區走廊（起點）→ 筲箕灣（折返）→ 維園道 → 告士打道 → 銅鑼灣維多利亞公園（終點）（註：區議會盃及紀律部隊盃與十公里賽事（挑戰組）同場舉行）

### 2019年
全程馬拉松
尖沙咀彌敦道美麗華酒店（起點） → 彌敦道（尖沙咀至旺角） → 亞皆老街 → 櫻桃街 → 連翔道（向南跑至西九龍公路轉右） → 西九龍公路 → 昂船洲高架道 → 昂船洲大橋 → 青衣東高架道 → 南灣隧道 → 青衣西高架道 → 青馬大橋（折返）→ 汀九橋（折返）→ 長青隧道 → 青葵公路 → 西九龍公路 → 西區海底隧道 → 干諾道西天橋 → 民寶街 → 耀星街 → 龍和道 → 博覽道 → 博覽道東 → 會議道 → 鴻興道 → 馬師道 → 駱克道 → 波斯富街 → 軒尼詩道 → 怡和街 → 糖街 → 銅鑼灣維多利亞公園（終點）
半程馬拉松
尖沙咀彌敦道美麗華酒店（起點） → 彌敦道（尖沙咀至旺角） → 亞皆老街 → 櫻桃街 → 連翔道（向北跑） → 三號幹線（3A出口）→ 西九龍公路 → 美孚交匯處前（折返）→ 西區海底隧道 → 干諾道西天橋 → 民寶街 → 耀星街 → 龍和道 → 博覽道 → 博覽道東 → 會議道 → 鴻興道 → 馬師道 → 駱克道 → 波斯富街 → 軒尼詩道 → 怡和街 → 糖街 → 銅鑼灣維多利亞公園（終點）
十公里
香港東區走廊（起點）→ 筲箕灣（折返）→ 維園道 → 告士打道 → 銅鑼灣維多利亞公園（終點）（註：區議會盃及紀律部隊盃與十公里賽事（挑戰組）同場舉行）

### 2021年
全程馬拉松

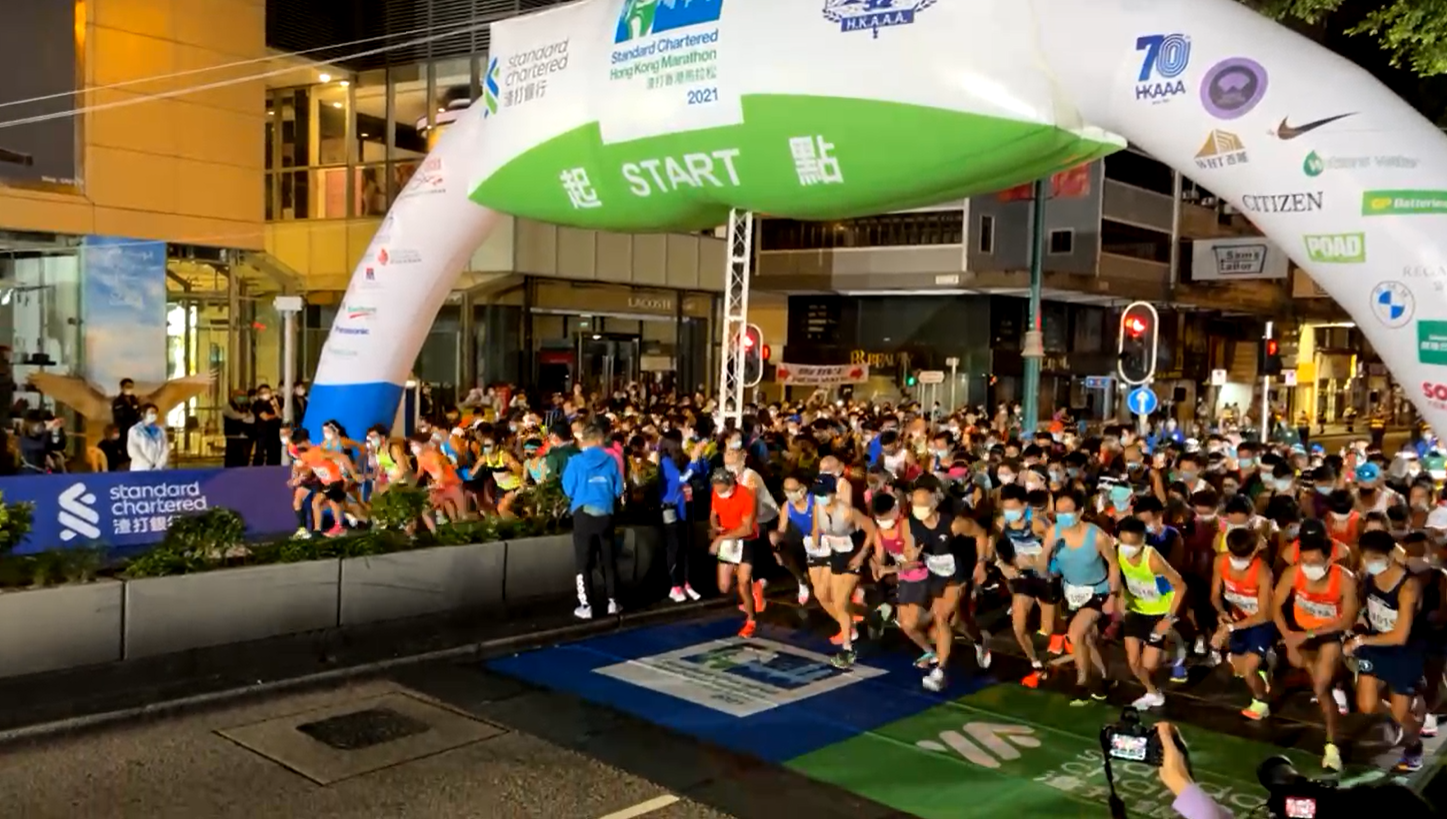
全程馬拉松在尖沙咀的起點

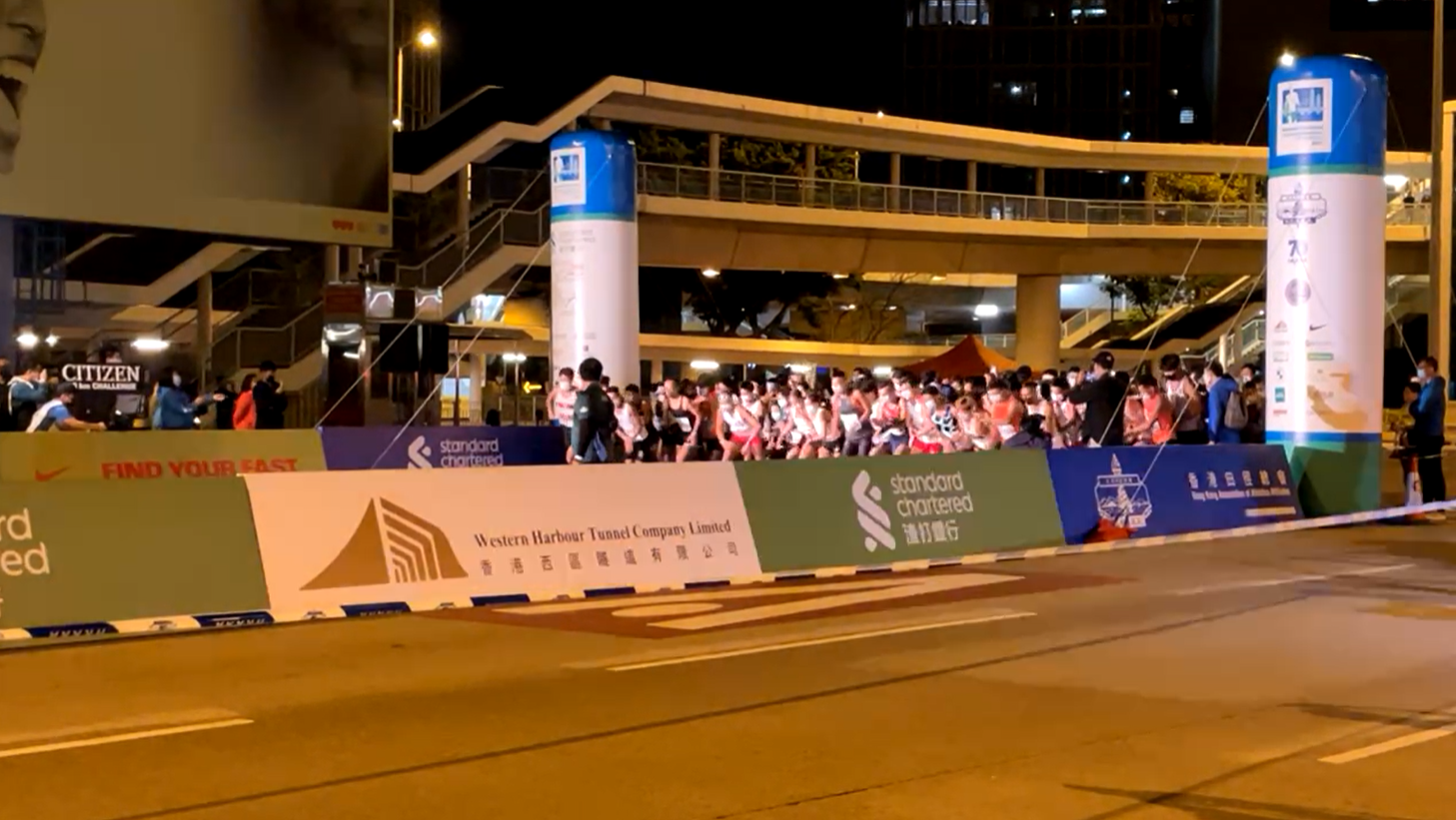
十公里馬拉松在西區海底隧道收費廣場的起點

尖沙咀彌敦道美麗華酒店（起點） → 彌敦道（尖沙咀至旺角） → 亞皆老街 → 櫻桃街 → 連翔道（向南跑至西九龍公路轉右） → 西九龍公路 → 昂船洲高架道 → 昂船洲大橋 → 青衣東高架道 → 南灣隧道 → 青衣西高架道 → 青馬大橋（折返）→ 汀九橋（折返）→ 長青隧道 → 青葵公路 → 西九龍公路 → 西區海底隧道 → 干諾道西天橋 → 民寶街 → 耀星街 → 龍和道 → 博覽道 → 博覽道東 → 會議道 → 鴻興道 → 馬師道 → 駱克道 → 波斯富街 → 軒尼詩道 → 怡和街 → 糖街 → 銅鑼灣維多利亞公園（終點）
半程馬拉松
尖沙咀彌敦道美麗華酒店（起點） → 彌敦道（尖沙咀至旺角） → 亞皆老街 → 櫻桃街 → 連翔道（向北跑） → 三號幹線（3A出口）→ 西九龍公路 → 美孚交匯處前（折返）→ 西區海底隧道 → 干諾道西天橋 → 民寶街 → 耀星街 → 龍和道 → 博覽道 → 博覽道東 → 會議道 → 鴻興道 → 馬師道 → 駱克道 → 波斯富街 → 軒尼詩道 → 怡和街 → 糖街 → 銅鑼灣維多利亞公園（終點）
十公里
西區海底隧道收費廣場（起點） → 西區海底隧道 → 干諾道西天橋 → 民寶街 → 耀星街 → 龍和道 → 博覽道 → 博覽道東 → 會議道 → 鴻興道 → 馬師道 → 駱克道 → 波斯富街 → 軒尼詩道 → 怡和街 → 糖街 → 銅鑼灣維多利亞公園（終點）

### 2023年
全程馬拉松
尖沙咀彌敦道美麗華酒店（起點） → 彌敦道（尖沙咀至旺角） → 亞皆老街 → 櫻桃街 → 連翔道（向南跑至西九龍公路轉右） → 西九龍公路 → 昂船洲高架道 → 昂船洲大橋 → 青衣東高架道 → 南灣隧道 → 青衣西高架道 → 青馬大橋（折返）→ 汀九橋（折返）→ 長青隧道 → 青葵公路 → 西九龍公路 → 西區海底隧道 → 干諾道西天橋 → 民寶街 → 耀星街 → 龍和道 → 博覽道 → 博覽道東 → 會議道 → 鴻興道 → 馬師道 → 駱克道 → 波斯富街 → 軒尼詩道 → 怡和街 → 糖街 → 銅鑼灣維多利亞公園（終點）
半程馬拉松
尖沙咀彌敦道美麗華酒店（起點） → 彌敦道（尖沙咀至旺角） → 亞皆老街 → 櫻桃街 → 連翔道（向北跑） → 三號幹線（3A出口）→ 西九龍公路 → 美孚交匯處前（折返）→ 西區海底隧道 → 干諾道西天橋 → 民寶街 → 耀星街 → 龍和道 → 博覽道 → 博覽道東 → 會議道 → 鴻興道 → 馬師道 → 駱克道 → 波斯富街 → 軒尼詩道 → 怡和街 → 糖街 → 銅鑼灣維多利亞公園（終點）
十公里
香港東區走廊（起點）→ 筲箕灣（折返）→ 維園道 → 告士打道 → 銅鑼灣維多利亞公園（終點）

### 2024年
全程馬拉松
尖沙咀彌敦道美麗華酒店（起點） → 彌敦道（尖沙咀至旺角） → 亞皆老街 → 櫻桃街 → 連翔道（向南跑至西九龍公路轉右） → 西九龍公路 → 昂船洲高架道 → 昂船洲大橋 → 青衣東高架道 → 南灣隧道 → 青衣西高架道 → 青馬大橋（折返）→ 汀九橋（折返）→ 長青隧道 → 青葵公路 → 西九龍公路 → 西區海底隧道 → 干諾道西天橋 → 民寶街 → 耀星街 → 龍和道 → 博覽道 → 博覽道東 → 會議道 → 鴻興道 → 馬師道 → 駱克道 → 波斯富街 → 軒尼詩道 → 怡和街 → 糖街 → 銅鑼灣維多利亞公園（終點）
半程馬拉松
尖沙咀彌敦道美麗華酒店（起點） → 彌敦道（尖沙咀至旺角） → 亞皆老街 → 櫻桃街 → 連翔道（向北跑） → 三號幹線（3A出口）→ 西九龍公路 → 美孚交匯處前（折返）→ 西區海底隧道 → 干諾道西天橋 → 民寶街 → 耀星街 → 龍和道 → 博覽道 → 博覽道東 → 會議道 → 鴻興道 → 馬師道 → 駱克道 → 波斯富街 → 軒尼詩道 → 怡和街 → 糖街 → 銅鑼灣維多利亞公園（終點）
十公里
香港東區走廊（起點）→ 筲箕灣（折返）→ 維園道 → 告士打道 → 銅鑼灣維多利亞公園（終點）

### 2025年
全程馬拉松
尖沙咀彌敦道美麗華酒店（起點） → 彌敦道（尖沙咀至旺角） → 亞皆老街 → 櫻桃街 → 連翔道（向南跑至西九龍公路轉右） → 西九龍公路 → 昂船洲高架道 → 昂船洲大橋 → 青衣東高架道 → 南灣隧道 → 青衣西高架道 → 青馬大橋（近青衣行政大樓折返）→ 汀九橋（折返）→ 長青隧道 → 青葵公路 → 西九龍公路 → 西區海底隧道 → 干諾道西天橋 → 民寶街 → 民耀街（北行） → 民光街（西行）→ 民光行（東行）→ 民耀街（南行）→ 耀星街 → 龍和道 → 博覽道 → 博覽道東 → 會議道 → 鴻興道 → 馬師道 → 駱克道 → 波斯富街 → 軒尼詩道 → 怡和街 → 糖街 → 銅鑼灣維多利亞公園（終點）
半程馬拉松
尖沙咀彌敦道美麗華酒店（起點） → 彌敦道（尖沙咀至旺角） → 亞皆老街 → 櫻桃街 → 連翔道（向北跑） → 三號幹線（3A出口）→ 西九龍公路 → 美孚交匯處前（折返）→ 西區海底隧道 → 干諾道西天橋 → 民寶街 → 民耀街（北行） → 民光街（西行）→ 民光行（東行）→ 民耀街（南行）→ 耀星街 → 龍和道 → 博覽道 → 博覽道東 → 會議道 → 鴻興道 → 馬師道 → 駱克道 → 波斯富街 → 軒尼詩道 → 怡和街 → 糖街 → 銅鑼灣維多利亞公園（終點）
十公里
香港東區走廊（起點）→ 筲箕灣（折返）→ 維園道 → 告士打道 → 銅鑼灣維多利亞公園（終點）

## 吉祥物
- 馬高

馬高是一隻螞蟻，自2003年起成為渣打馬拉松的吉祥物。馬高的造型活潑有衝勁，穿著輕便的跑步裝束。而螞蟻象徵著勤勞、活力、堅毅，正如香港人和馬拉松選手一樣，持續奮鬥，永不放棄，向著目標進發。

## 賽事列表
| 屆次   | 日期                                                       | 全程馬拉松（全馬） 參賽人數/名額 | 半馬拉松（半馬） 參賽人數/名額 | 10公里賽（10K） 參賽人數/名額 | 該屆實際參賽人數 | 該屆報名費 | 該屆口號/主題         | 冠名贊助商 | 跑衣贊助商  | 備註                                                     |
| ------ | ---------------------------------------------------------- | -------------------------------- | ------------------------------ | ----------------------------- | ---------------- | --- | --------------------- | ---------- | ----------- | -------------------------------------------------------- |
| 第1屆  | 1997年2月16日                                              | 313                              | 763                            | (不設本項目)                  | 1,076            | 不詳 | 不詳                  | 渣打銀行   | 不詳        |                                                          |
| 第2屆  | 1998年2月22日                                              | 1,700                            | (不設本項目)                   | 4,700                         | 6,400            | 不詳 | 不詳                  | 渣打銀行   | 不詳        |                                                          |
| 第3屆  | 1999年2月28日                                              | 2,259                            | (不設本項目)                   | 4,695                         | 6,954            | 不詳 | 不詳                  | 渣打銀行   | 不詳        |                                                          |
| 第4屆  | 2000年2月20日                                              | 1,458                            | 1,807                          | 3,889                         | 7,154            | 不詳 | 不詳                  | 渣打銀行   | 不詳        |                                                          |
| 第5屆  | 2001年2月4日                                               | 1,846                            | 2,734                          | 5,940                         | 10,520           | 2000年11月30日或之前報名 HK$250（本地跑手） USD$35 （海外跑手） 2000年12月1日至2001年1月15日報名 HK$300（本地跑手） USD$40（海外跑手） 逾期報名 HK$400（本地跑手） USD$60（海外跑手）                                   | 跑 因為渣打馬拉松     | 渣打銀行   | 不詳        |                                                          |
| 第6屆  | 2002年2月24日                                              | 2,345                            | 3,979                          | 7,250                         | 13,574           | 2001年11月30日或之前報名 HK$250（本地跑手） USD$35 （海外跑手） 2001年12月1日至2002年1月23日報名 HK$300（本地跑手） USD$40（海外跑手） 逾期報名 HK$400（本地跑手） USD$60（海外跑手）                                   | 走出來吧              | 渣打銀行   | 不詳        |                                                          |
| 第7屆  | 2003年2月16日                                              | 3,009                            | 4,888                          | 10,489                        | 18,386           | 2002年11月30日或之前報名 HK$250（本地跑手） USD$35 / HK$370 （海外跑手） 2002年12月1日至2003年1月17日報名 HK$300（本地跑手） USD$40 / HK$310（海外跑手） 逾期報名 HK$400（本地跑手） USD$60 / HK$470（海外跑手）        | 難不到您              | 渣打銀行   | New Balance |                                                          |
| 第8屆  | 2004年2月8日                                               | 3,658                            | 6,982                          | 13,684                        | 24,324           | 2003年11月30日或之前報名 HK$270（本地跑手） USD$37 / HK$290（海外跑手） 2003年12月1日至12月31日報名 HK$320（本地跑手） USD$44 / HK$340（海外跑手） 逾期報名(即2004年2月6及7日) USD$57 / HK$440（只限海外跑手）          | 馬拉松精神 香港人精神 | 渣打銀行   | New Balance |                                                          |
| 第9屆  | 2005年2月27日                                              | 4,983                            | 8,733                          | 17,614                        | 31,330           | 2004年11月30日或之前報名 HK$270（本地跑手） USD$37 / HK$290（海外跑手） 2004年12月1日至至2005年1月17日報名 HK$320（本地跑手） USD$44 / HK$340（海外跑手） 逾期報名(即2005年2月25及26日) USD$57 / HK$440（只限海外跑手） | 渣打馬拉松 人人都有份 | 渣打銀行   | New Balance |                                                          |
| 第10屆 | 2006年2月12日                                              | 5,901                            | 10,164                         | 23,752                        | 39,817           | 2005年10月31日或之前報名 HK$270（本地跑手） USD$37 / HK$290（海外跑手） 2005年11月1日至12月31日報名 HK$320（本地跑手） USD$44 / HK$340（海外跑手） 逾期報名(即2006年2月10及11日) USD$57 / HK$440（只限海外跑手）        | 香港精神 愈跑愈強     | 渣打銀行   | New Balance |                                                          |
| 第11屆 | 2007年3月4日                                               | 7,500                            | 11,000                         | 29,491                        | 47,991           | 2006年10月31日或之前報名 HK$270（本地跑手） USD$37 / HK$290（海外跑手） 2006年11月1日至12月31日報名 HK$320（本地跑手） USD$44 / HK$340（海外跑手） 逾期報名(即2007年3月2及3日) USD$57 / HK$440（只限海外跑手）          | 全城準備              | 渣打銀行   | New Balance | 唯一一年在3月舉行。                                      |
| 第12屆 | 2008年2月17日                                              | 5,603                            | 9,880                          | 27,094                        | 42,577           | 2007年11月30日或之前報名 HK$270（本地跑手） USD$37 / HK$290（海外跑手） 2007年12月1日至12月31日報名 HK$320（本地跑手） USD$44 / HK$340（海外跑手） 逾期報名(即2008年2月13至16日) USD$57 / HK$440（只限海外跑手）        | 你準備好未            | 渣打銀行   | New Balance |                                                          |
| 第13屆 | 2009年2月8日                                               | 8,000                            | 14,000                         | 31,813                        | 51,272           | 2008年10月31日或之前報名 HK$270（本地跑手） USD$37 / HK$290（海外跑手） 2008年11月1日至12月31日報名 HK$320（本地跑手） USD$44 / HK$340（海外跑手） 逾期報名(即2009年2月6及7日) USD$57 / HK$440（只限海外跑手）          | 全城一心 令盛事更盛   | 渣打銀行   | New Balance |                                                          |
| 第14屆 | 2010年2月28日                                              | 8,000                            | 15,000                         | 37,000                        | 52,368           | 2009年11月30日或之前報名 HK$270（本地跑手） USD$37 / HK$290（海外跑手） 2009年12月1日至12月31日報名 HK$320（本地跑手） USD$44 / HK$340（海外跑手）                                                                      | 全城起動 跑出正能量   | 渣打銀行   | New Balance |                                                          |
| 第15屆 | 2011年2月20日                                              | 10,000                           | 18,000                         | 37,000                        | 65,000           | HK$300 | 從心出發 跑出信念     | 渣打銀行   | New Balance |                                                          |
| 第16屆 | 2012年2月5日                                               | 13,000                           | 20,000                         | 37,000                        | 70,000           | HK$300 | 從心出發 跑出信念     | 渣打銀行   | 特步        |                                                          |
| 第17屆 | 2013年2月24日                                              | 13,500                           | 20,500                         | 38,000                        | 72,000           | HK$300 | 從心出發 跑出信念     | 渣打銀行   | 特步        |                                                          |
| 第18屆 | 2014年2月16日                                              | 14,000                           | 22,500                         | 36,500                        | 73,000           | HK$300 | 從心出發 跑出信念     | 渣打銀行   | 特步        |                                                          |
| 第19屆 | 2015年1月25日                                              | 15,000                           | 23,000                         | 35,000                        | 73,000           | HK$300 | 從心出發 跑出信念     | 渣打銀行   | 特步        | 首年在1月舉行。                                          |
| 第20屆 | 2016年1月17日                                              | 15,500                           | 23,500                         | 35,000                        | 74,000           | HK$350 | 一起 我們跑更遠       | 渣打銀行   | 特步        |                                                          |
| 第21屆 | 2017年2月12日                                              | 16,171                           | 21,500                         | 35,000                        | 63,582           | HK$350（本地跑手） HK$450（海外跑手） | 一起 我們跑更遠       | 渣打銀行   | Nike        |                                                          |
| 第22屆 | 2018年1月21日                                              | 18,500                           | 20,500                         | 35,000                        | 74,000           | HK$350（本地跑手） USD$60（海外跑手） | 一起 我們跑更遠       | 渣打銀行   | Nike        |                                                          |
| 第23屆 | 2019年2月17日                                              | 22,500                           | 19,500                         | 32,000                        | 74,000           | 全程馬拉松（全馬） HK$450（本地跑手） USD$70（海外跑手） 半馬拉松（半馬） HK$400（本地跑手） USD$65（海外跑手） 10公里賽（10K） HK$360（本地跑手） USD$60（海外跑手）                                                   | 一起 我們跑更遠       | 渣打銀行   | Nike        |                                                          |
| 第24屆 | 2020年2月9日 因應2019冠狀病毒病疫情而取消                  | 24,000                           | 18,000                         | 32,000                        | 74,000           | 全程馬拉松（全馬） HK$450（本地跑手） USD$70（海外跑手） 半馬拉松（半馬） HK$400（本地跑手） USD$65（海外跑手） 10公里賽（10K） HK$360（本地跑手） USD$60（海外跑手）                                                   | 一起 我們跑更遠       | 渣打銀行   | Nike        | 最終2020年全年均無舉行渣打香港馬拉松，為1997年以來首次。 |
| 第24屆 | 2021年1月24日 因應2019冠狀病毒病疫情，更改為2021年10月24日 | 4,000                            | 6,500                          | 8,000                         | 18,500           | 全程馬拉松（全馬） HK$450（本地跑手） USD$70（海外跑手） 半馬拉松（半馬） HK$400（本地跑手） USD$65（海外跑手） 10公里賽（10K） HK$360（本地跑手） USD$60（海外跑手）                                                   | 一起 我們跑更遠       | 渣打銀行   | Nike        | 唯一一年並非在全年的第一季舉行之渣打香港馬拉松。         |
| 第25屆 | 2022年11月20日 因應2019冠狀病毒病疫情，更改為2023年2月12日 | 5,500                            | 11,500                         | 20,000                        | 37,000           | 全程馬拉松（全馬） HK$600（本地跑手） USD$90（海外跑手） 半馬拉松（半馬） HK$520（本地跑手） USD$85（海外跑手） 10公里賽（10K） HK$420（本地跑手） USD$70（海外跑手）                                                   | 25年 ‧ 我們跑更遠     | 渣打銀行   | Nike        | 意味2022年全年均無舉行渣打香港馬拉松。                   |
| 第26屆 | 2024年1月21日                                              | 22,000                           | 21,500                         | 30,500                        | 74,000           | 全程馬拉松（全馬） HK$600（本地跑手） USD$90（海外跑手） 半馬拉松（半馬） HK$520（本地跑手） USD$85（海外跑手） 10公里賽（10K） HK$420（本地跑手） USD$70（海外跑手）                                                   | 一起 我們跑更遠       | 渣打銀行   | adidas      |                                                          |
| 第27屆 | 2025年2月9日                                               |                                  |                                |                               | '                | 全程馬拉松（全馬） HK$600（本地跑手） USD$90（海外跑手） 半馬拉松（半馬） HK$520（本地跑手） USD$85（海外跑手） 10公里賽（10K） HK$420（本地跑手） USD$70（海外跑手）                                                   | 一起 我們跑更遠       | 渣打銀行   | adidas      |                                                          |

此外，設有區議會盃、領袖盃、紀律部隊盃及最鼎力支持大獎等盃賽及活動。

### 區議會盃
每區以隊際形式派出十名跑手參加十公里挑戰組賽事，首七名成績（其中必須包括一名區議員）總和計算總成績，首三名最佳成績的所屬地區獲獎。

### 紀律部隊盃
每紀律部隊以隊際形式派出十名跑手參加十公里挑戰組賽事，首八名成績總和計算總成績，首三個最佳成績的紀律部隊獲獎。

### 全城參與大獎
大會統計所有參賽跑手所居住之地區，首三個最多參與人數的地區可獲此獎。

### 最鼎力支持大獎
參賽人數達200名或以上之單位便可競逐此項獎盃，參賽人數最多之首三名，將獲邀出席馬拉松嘉年華，並獲頒『最鼎力支持大獎』乙個。

## 大會主題曲
- 『《人生馬拉松》』（渣打香港馬拉松二十周年主題曲）[74]

作詞：袁兩半　作曲：曲世聰　編曲：劉志遠　歌曲監製：Jim Lee、李振權　主唱：陳奕迅

## 電視及網上轉播

### 2012年
2012年的比賽，獲本地流動電話服務供應商1010支持，全程電視轉播，比賽當日（2月5日）現場直播，提供全程網上及手機直播。

### 2013年
2013年的比賽，因獲國際田聯（IAAF）認可為銀級道路賽事，按國際田聯規定，必須有本地電視轉播全程賽事，故是年賽事將首次提供全程電視轉播，於比賽當日（2月24日）早上06:30至09:30於無綫電視J2頻道作現場直播，節目名為《渣打香港馬拉松2013直擊》，而無綫myTV於當日早上05:45起亦會提供網上及手機現場直播，並於同日18:00至19:00播出賽事精華。

### 2014年
2014年的比賽，無綫電視於比賽當日（2月16日）早上05:50至08:45於J2/體育台頻道作現場直播，節目名為《渣打香港馬拉松2014直擊》，並於同日18:00至19:00播出賽事精華。

### 2015年
2015年的比賽，無綫電視於比賽當日（1月25日）早上06:00至09:00於J2/體育台頻道作現場直播，節目名為《渣打香港馬拉松2015直擊》，並於同日18:00至19:00播出賽事精華，節目名為《渣打香港馬拉松2015：勝利的足跡》。

### 2016年
2016年的比賽，因獲國際田聯升格為金級道路賽事，至少五個國家電視台會作全程現場直播。

### 2017年
2017年的比賽，由Now寬頻電視及香港電視娛樂ViuTV首次奪得本地免費電視直播權，收費的NowTV630和631台、免費數碼地面電視頻道99台ViuTV會在比賽當日早上6時起作同步現場直播，當日18支鏡頭、200位工作人員進駐現場多角度全程直播，並於2月18日下午15:30於上述頻道播出賽事精華。
另外，在比賽當日，NowTV會在賽道的三個熱點（10公里折返點－東區走廊近筲箕灣、全馬33公里／半馬12公里處－西區海底隧道九龍入口及所有賽事的維園終點）增設「真跑‧揮手區」，於當日早上8時開始作「貼地直播」，紀錄跑手們每滴汗水，衝線後的感動，觀眾可近距離看到跑手，亦可到NowTV專設網站的的打氣專區留言，並有機會在「貼地直播」登出。「貼地直播」會在Now635台、Facebook及YouTube作現場直播。
與2016年一樣，因應賽事為國際田聯金級認證，至少五個國家電視台會作全程現場直播。

### 2018年
2018年的比賽，由無綫電視重奪本地電視直播權，於比賽當日（1月21日）早上06:00至09:00於J2/體育台頻道作現場直播，節目名為《渣打香港馬拉松2018直擊》，由主持陳恩能夥拍田徑專家葉啟德擔任旁述，並於同日18:00至19:00播出賽事精華。因應賽事為國際田聯金級認證，至少五個國家電視台會作全程現場直播。

### 2019年
2019年的比賽，由Now寬頻電視及香港電視娛樂ViuTV再次奪得本地免費電視直播權。是屆賽事直播將首次引入航拍技術，讓觀眾可首次通過航拍機串流收看直播。賽事將在當日香港時間05:50起於Now631台全程直播之外，公眾亦可通過ViuTV 99台或facebook專頁免費觀看直播。因應賽事為國際田聯金級認證，至少五個國家電視台會作全程現場直播。

### 2023年
2023年的比賽，由無綫電視重奪本地電視直播權。於比賽當日（2月12日）早上05:50-06:00,06:00至08:45於財經 體育 資訊台頻道作現場直播，節目名為《第25屆渣打香港馬拉松直撃》，由主持鍾志光夥拍兩位田徑專家擔任旁述，並於同日00:00至01:00播出賽事精華。因應賽事為國際田聯金級認證，至少五個國家電視台會作全程現場直播。

### 2024年
2024年的比賽，由無綫電視重奪本地電視直播權。於比賽當日（1月21日）早上05:50-06:00，06:00至08:45於財經 體育 資訊台頻道作現場直播，節目名為《第25屆渣打香港馬拉松直撃》，由主持鍾志光夥拍兩位田徑專家擔任旁述，並於同日00:00至01:00播出賽事精華。因應賽事為國際田聯金級認證，至少五個國家電視台會作全程現場直播。

### 2025年
2025年的比賽，由無綫電視重奪本地電視直播權。於比賽當日（2月9日）早上05:50-06:00，06:00至09:00於翡翠台頻道作現場直播，節目名為《渣打香港馬拉松 2025 直擊》，由主持鍾志光夥拍兩位田徑專家擔任旁述，並於同日11:35至00:35播出賽事精華。因應賽事為國際田聯金級認證，至少五個國家電視台會作全程現場直播。

## 手機應用程式
2017年起的比賽，大會首次推出官方手機應用程式，供跑手及一般市民免費下載，除提供賽事資訊外，更有實時追蹤跑手位置功能，並可自拍並上載至社交網絡。

## 比賽結果

### 2012年
- 全程馬拉松
  - 男子組總冠軍：Dejere Abera Ali（埃塞俄比亞），時間：2小時11分27秒（兼破大會紀錄）
    - 男子全程馬拉松賽事首七名衝線者全皆打破1998年采拿殊（Wolashe Belay）所創出的賽事紀錄

  - 女子組總冠軍：Misiker Demissie（埃塞俄比亞），時間：2小時30分12秒（兼破大會紀錄）
- 半程馬拉松
  - 男子組總冠軍：紀嘉文（香港），時間：1小時9分44秒
  - 女子組總冠軍：姚潔貞（香港），時間：1小時21分31秒
- 十公里賽事
  - 男子組總冠軍：陳家豪（香港），時間：32分45秒
  - 女子組總冠軍：江鳳仙 (Angelina Kong)（香港），時間：38分57秒
- 全程馬拉松輪椅賽
  - 冠軍：樋口政幸（日本），時間：1小時43分14秒
- 三公里輪椅賽
  - 冠軍：鄭恩強（香港），時間：15分29秒

### 2013年
- 全程馬拉松
  - 男子組總冠軍：Julius Kiplimo Maisei（肯尼亞），時間：2小時14分18秒
  - 女子組總冠軍：Misiker Demissie（埃塞俄比亞），時間：2小時30分49秒
- 第14屆亞洲馬拉松錦標賽
  - 男子組冠軍：Bat-Ochir Ser-Od（蒙古國），時間：2小時17分56秒
  - 女子組冠軍：金宮玉（北韓），時間：2小時32分21秒（兼獲女子組總季軍）
- 半程馬拉松
  - 男子組總冠軍：小山佑太（日本），時間：1小時8分49秒
  - 女子組總冠軍：姚潔貞（香港），時間：1小時20分47秒
- 十公里賽事
  - 男子組總冠軍：Clinton D. Mackevicius（澳洲），時間：31分54秒
  - 女子組總冠軍：張庭欣（香港），時間：39分32秒
- 半程馬拉松輪椅賽
  - 冠軍：馮英騏（香港），時間：1小時9分56秒
- 三公里輪椅賽
  - 冠軍：鄭恩強（香港），時間：15分48秒

### 2014年
- 全程馬拉松
  - 男子組總冠軍：Feyera Gemeda（埃塞俄比亞），時間：2小時15分5秒
  - 女子組總冠軍：Rogele Rehima Kedir（埃塞俄比亞），時間：2小時34分53秒
- 半程馬拉松
  - 男子組總冠軍：王坤（中國），時間：1小時9分8秒
  - 女子組總冠軍：Jane Richards（意大利），時間：1小時26分5秒
- 十公里賽事
  - 男子組總冠軍：Clinton D. Mackevicius（澳洲），時間：32分22秒
  - 女子組總冠軍：姚潔貞（香港），時間：36分14秒
- 十公里輪椅賽
  - 冠軍：馮英騏（香港），時間：33分8秒
- 三公里輪椅賽
  - 冠軍：鄭恩強（香港），時間：13分28秒
- 區議會盃（十公里賽事）
  - 冠軍：沙田區（出賽議員：羅光強／富龍選區）
  - 亞軍：灣仔區（出賽議員：鄭其建／軒尼詩選區）
  - 季軍：元朗區（出賽議員：陸頌雄／天恆選區、鄺俊宇／北朗選區）
- 領袖盃（1.8公里賽事，由大會邀請40名政商名人參賽）
  - 冠軍：Mrs Jennifer Harvey（Crown Worldwide Holdings Limited），時間：6分57秒
  - 亞軍：Yusuf Alireza（Noble Group首席執行官）
  - 季軍：董立均（東方海外董事）
  - 最佳馬拉松精神獎（由領袖盃參賽者互選產生）：高永文、梁智鴻、梁智仁、朱楊珀瑜
- 紀律部隊盃
  - 冠軍：香港消防處
  - 亞軍：香港警察
  - 季軍：香港懲教署
- 最鼎力支持大獎
  - 冠軍：香港理工大學（3900名選手及200名啦啦隊成員）

### 2015年
- 全程馬拉松
  - 男子組總冠軍：Ejigu Sentayehu Merga（埃塞俄比亞），時間：2小時13分
  - 女子組總冠軍：金慧慶（北韓），時間：2小時31分46秒（兼獲第15屆亞洲馬拉松錦標賽女子組總冠軍）
- 第15屆亞洲馬拉松錦標賽
  - 男子組冠軍：五十嵐真吾（日本），時間：2小時14分29秒
  - 女子組冠軍：金慧慶（北韓），時間：2小時31分46秒（兼獲女子組總冠軍）
- 半程馬拉松
  - 男子組總冠軍：李少壯（中國），時間：1小時10分44秒
  - 女子組總冠軍：Ellie O'Kane（澳洲），時間：1小時19分17秒
- 十公里賽事
  - 男子組總冠軍：勞証顯（香港），時間：33分17秒
  - 女子組總冠軍：江麗明（香港），時間：38分33秒
- 十公里輪椅賽
  - 冠軍：馮英騏（香港），時間：30分4秒
- 三公里輪椅賽
  - 冠軍：鄭恩強（香港），時間：13分29秒
- 少年跑
  - 12-13歲組別總冠軍：沈鍵衡（香港），時間：8分29秒
  - 14-15歲組別總冠軍：邵昀俊（香港），時間：7分43秒
- 區議會盃（十公里賽事）
  - 冠軍：沙田區（參賽議員；羅光強（富龍選區））
  - 亞軍：南區（參賽議員：陳家珮（海怡西選區））
  - 季軍：灣仔區（參賽議員：鄭其建（軒尼詩選區））
- 領袖盃（1.8公里賽事，由大會邀請40名政商名人參賽）
  - 冠軍：Yusuf Alireza（Noble Group首席執行官）
  - 亞軍：Christopher Lavender（嘉道理慈善基金會董事）
  - 季軍：狄偉舜（Mark Devadason）（渣打銀行公共事務處地區總監）、應家柏（香港賽馬會行政總裁）
- 紀律部隊盃
  - 冠軍：香港消防處
  - 亞軍：香港警察
  - 季軍：香港懲教署
- 最鼎力支持大獎
  - 冠軍：香港理工大學

### 2016年
- 全程馬拉松
  - 男子組總冠軍：Mike Mutai Kiprotich（肯尼亞），時間：2小時12分12秒
  - 女子組總冠軍：Haylay Letebrhan Gebreslasea（埃塞俄比亞），時間：2小時36分46秒
    - 香港首名衝線的全馬跑手為徐志堅，成績為2小時31分32秒，排名第14；已取得2016年巴西里約熱內盧奧運馬拉松參賽資格的姚潔貞，則以2小時38分38秒成為香港女子第一。
- 半程馬拉松
  - 男子組總冠軍：李少壯（中國），時間：1小時10分44秒
  - 女子組總冠軍：Mary Joy Tabel（菲律賓），時間：1小時21分41秒
- 十公里賽事
  - 男子組總冠軍：Jack Martin（英國），時間：31分45秒
  - 女子組總冠軍：Kate Rutherford（英國），時間：39分18秒
- 十公里輪椅賽
  - 冠軍：馮英騏（香港），時間：28分51秒
- 三公里輪椅賽
  - 冠軍：李豪飛（香港），時間：14分39秒
- 少年跑
  - 12-13歲組別總冠軍：盧梓樂（香港），時間：8分12秒
  - 14-15歲組別總冠軍：邵昀俊（香港），時間：7分29秒
- 領袖盃（1.8公里賽事，由大會邀請40名政商名人參賽）
  - 冠軍：董立均（東方海外執行董事），時間：9分12秒
  - 亞軍：陳志聰（創科執行董事）
  - 季軍：劉志敏（百德能董事總經理）
- 紀律部隊盃（十公里賽事，每紀律部隊頭十名成績總和決定名次）
  - 冠軍：香港警察，總時間：4小時50分9秒
  - 亞軍：香港懲教署，總時間：4小時55分57秒
  - 季軍：香港消防處，總時間：4小時57分17秒
- 最鼎力支持大獎
  - 冠軍：香港理工大學

### 2017年
- 全程馬拉松
  - 男子組總冠軍：Bizuneh Melaku Belachew（埃塞俄比亞），時間：2小時10分31秒
    - 男子組總冠軍及亞軍Julius Kipyego Keter（肯尼亞）均打破2012年全馬賽事Dejere Abera Ali的大會紀錄

  - 女子組總冠軍：Chala Gulume Tollesa（埃塞俄比亞），時間：2小時33分39秒
- 半程馬拉松
  - 男子組總冠軍：王坤（中國），時間：1小時08分52秒
  - 女子組總冠軍：游雅君（台灣），時間：1小時18分14秒
- 十公里賽事
  - 男子組總冠軍：陳家豪（香港），時間：32分10秒
  - 女子組總冠軍：呂慧敏（香港），時間：38分06秒
- 十公里輪椅賽
  - 冠軍：陳滿塘（中國），時間：30分06秒
- 三公里輪椅賽
  - 冠軍：許志強（香港），時間：17分37秒
- 慶祝香港特別行政區成立二十周年「區議會挑戰盃」（十公里賽事，每區頭七名（包括一名區議員）成績總和決定名次）
  - 冠軍：灣仔區（出戰區議員：鄭其建）
  - 亞軍：南區（出戰區議員：區諾軒）
  - 季軍：沙田區（出戰區議員：趙柱幫）
- 紀律部隊盃（十公里賽事，每紀律部隊頭七名成績總和決定名次）
  - 冠軍：香港警察
  - 亞軍：香港消防處
  - 季軍：香港懲教署
- 最鼎力支持大獎
  - 冠軍：香港理工大學

### 2023年
- 全程馬拉松
  - 男子組總冠軍：Philimon Kiptoo Kipchumba（肯尼亞），時間：2小時10分47秒
    - 香港首名衝線的全馬跑手為當時香港全馬紀錄保持者紀嘉文，成績為2小時24分46秒，總成績排名第8。

## 批評

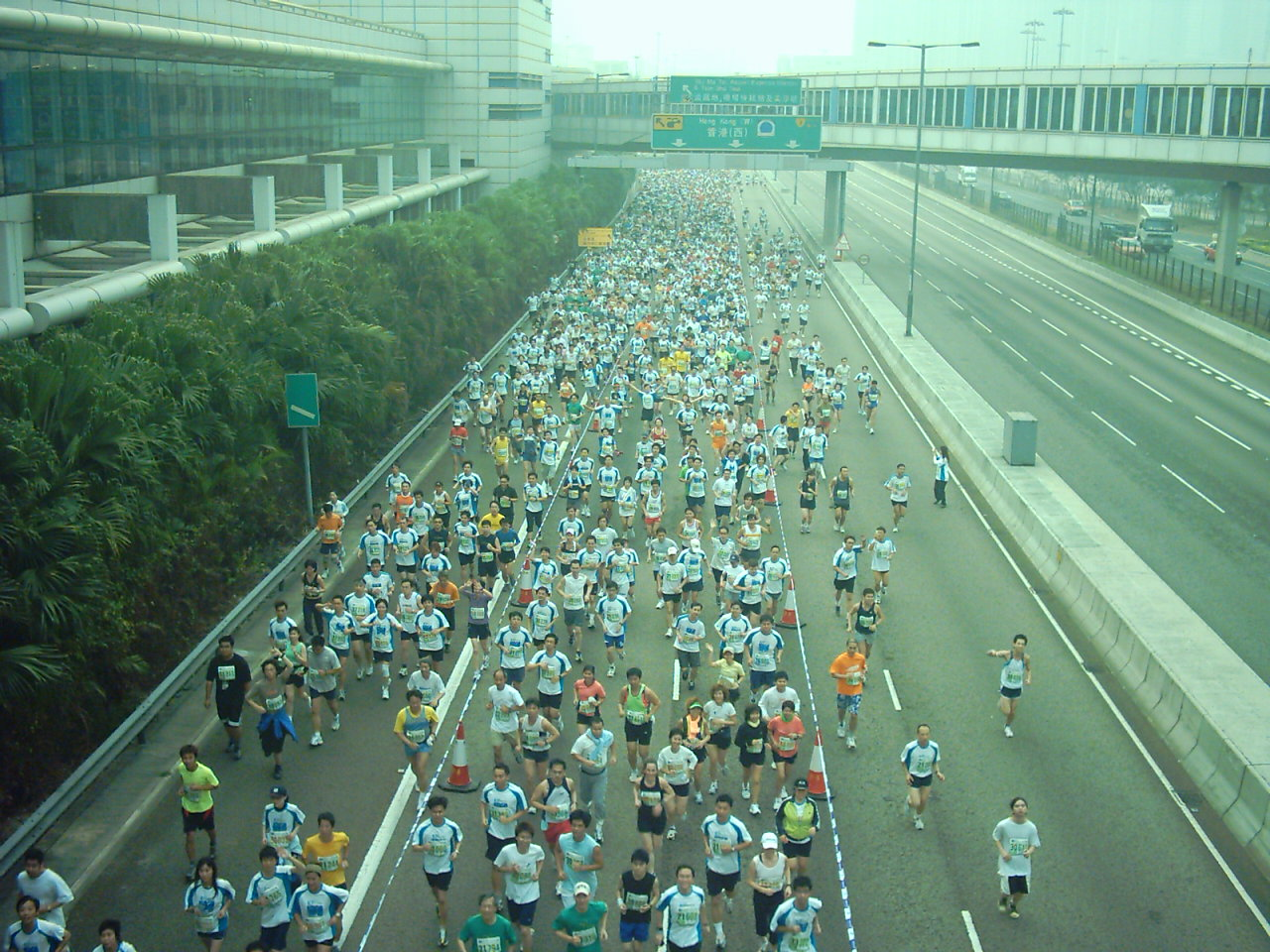
2006年的渣打馬拉松，當日香港出現煙霞，空氣混濁，有跑手因而哮喘發作最終死亡

- 2001年至2007年期間，三個項目的項目的比賽均安排在同一段賽道進行，在西區海底隧道參加10公里賽事和半馬的參加者碰在一起令賽道非常擠迫。而且有部份參加者奇裝異服、拍照留念甚至推嬰兒車等行為引起其他參加者不滿，批評賽會應嚴加審查參加者的資格及限制人數。[85]也有學者建議應設立「嘉年華組」並安排到最後出發，減少混亂。[86]為減少擠塞情況及改善安全，10公里項目於2008年起改於東區走廊舉行。[87]並由2010年開始，規定參賽者須年滿16歲。
- 由2008年開始10公里賽改於東區走廊舉行，而起點接近北角城市花園。有居民批評清晨比賽開始前左右時，參加者的發出的噪音過大，警方亦證實收到居民投訴。[88]
- 而有環保團體批評馬拉松賽事浪費大量膠袋存放參加者的行李，而多出的物資也沒有循環再用造成浪費。[89]
- 平等機會委員會不滿2011年賽事原本增設輪椅賽事取消，令不少有意參賽的傷殘運動員無法參賽，主席林煥光更去信香港業餘田徑總會，建議明年讓輪椅選手參加10公里、半馬及全馬賽事。田總主席關祺回應稱，輪椅組參賽者只得兩人，故終止比賽，惟有希望明年能成功舉行。[90]
- 2013年的10公里賽事，有參賽者疑起步時以手機自拍留念，結果令後上的跑手因收步不及而相繼跌倒。香港馬拉松籌備委員會主席高威林認為，難以完全禁止跑手在比賽途中，利用手提電話拍照，只能呼籲跑手要避免阻礙他人及顧及自身安全。[91]
- 2023年比賽期間，香港同志運動會創辦人Dennis Philipsee投訴當日在中環碼頭附近欄杆掛起一支彩虹旗期間，被工作人員阻止，並通知警員處理，對此感到傷感同震驚。事後已經向香港田徑總會投訴。渣馬表示公眾地方圍欄張貼或懸掛條幅需要獲得政府部門事先批准。[92]

## 事件

### 藍絲帶行動
渣打馬拉松2014舉行前數天，發生商業電台「名嘴」李慧玲突遭開除事件，有跑手在Facebook開設「渣馬藍絲帶2014」專頁，希望各選手在參加比賽時臂纏藍絲帶，向世界宣示香港新聞自由亟待關注。香港記者協會亦於在賽事舉行當日，於尖沙咀及維園起點發起「藍絲帶行動」，清晨5時派發象徵新聞及言論自由的藍絲帶，呼籲參賽者支持戴上，將支持新聞自由的訊息帶到全港各個角落，獲得不少選手響應。

### 跑手死亡事件
2006年，本身患有哮喘病的53歲跑手曾錦賢，在全馬賽事中，跑到青衣汀九橋時不支倒地，當時已沒有呼吸和脈搏，事後送往瑪嘉烈醫院治理。雖然其後回復心跳，但一直昏迷不醒，懷疑腦幹細胞壞死，至2月14日凌晨3時10分不治。
2012年，一名26歲從事建築界文職工作的跑手參加半馬賽事（號碼為54852），衝過終點後暈倒，送往律敦治醫院後，證實死亡。
2015年，一名24歲跑手參加十公里賽，但跑至臨近終點時心臟病發倒地，送院翌日不治。死者家屬在死因研訊中批評醫療輔助隊員既沒心臟除顫器在身，又沒配備除顫器的單車巡邏隊到場，結果死者要等候10分鐘至救護車到場才能接駁心臟除顫器，浪費急救的黃金時間。醫療輔助隊則回應稱心臟除顫器太笨重不方便攜帶，故不安排每名隊員配備。死者家屬又舉例指藝人余德丞在運動出事後趕快得到心臟除顫器施以救援，質疑賽會是否應添置設備如自動心外壓儀器等，以及賽會是否應負起更大責任而非單靠醫療輔助隊。死因庭於2019年裁定吳死於自然，但批評消防處使用自動體外去顫器的指引不合时宜需檢討，並向相關單位作改善建議。
2017年，一名52歲姓李女跑手參加十公里賽事，早上9時許跑至維園終點前約300米時，心跳極快及紊亂，不支暈倒昏迷，當時心跳一度停頓，救護員即場急救，送往律敦治醫院，其後再轉送東區醫院深切治療部，需要插喉協助呼吸，多個器官衰竭。搶救一天後，延至昨午3時41分證實不治。
2018年，50歲男教師李文德參加十公里賽事時，跑至6公里時於東區走廊不適跌倒，頭部跌傷陷入昏迷，心跳一度停頓，送往律敦治醫院時須由救護員施心外壓搶救，其後轉往東區醫院深切治療部，情況一直危殆，延至1月24日上午11時23分不治。死因庭於2022年，就事件展開研訊，2022年6月28日，陪審團認為死者死於急性心肌梗塞，一致裁定死者死於自然。陪審團另向醫療輔助隊、田徑總會提出多項建議，包括建議醫療輔助隊，在恆常訓練以外，分享個案及其處理方法，糾正錯誤觀念，及建議田總必需要求工作人員出席賽前簡報，並要通過考核。
2024年，一名30歲姓張男跑手，參加半馬賽事後，於中午12時許在港鐵天后站內往月台的扶手電梯暈倒。救護車將他送往律敦治醫院搶救，延至下午1時許不治。
香港教育大學健康與體育學系副系主任雷雄德指出，人體在馬拉松賽事期間對心肺功能的要求較高，心跳會加速以提供足夠能量予肌肉，令心臟負荷較高。賽事完結後，心跳會繼續高速跳動，以提供能量予身體修復。大多情況下，死者心臟已超出負荷，未能修復身體機能，誘發心臟病。有心臟內科專科醫生指出，過往與馬拉松賽事相關的猝死機會很低，只有五萬分之一至十萬分之一，若有隱性冠心病，即使賽前進行身體檢查仍難以發現。另外，在比賽期間，跑手多渴望在衝線時再創佳績，故對心臟所構成之負荷與壓力更大。正因如此，部分跑手在平常練習時未見異樣，卻在正式賽事中發生意外。

### 信用卡疑遭盜用事件
2017年10月，有35名參加賽事的跑手近日報稱信用卡在網上繳付報名費後疑遭盜用，損失金額由數百元至3.1萬元不等。有受害者已報警求助。警方指正了解盜卡事件。渣馬籌委會稱正調查事件。

### 半馬拉松挑戰組鬼祟收緊比賽限時
2019年2月9日，即距離比賽之前不足八日，香港田徑總會上載比賽手冊，鬼祟地修改半馬挑戰組比賽安排，將限時由接受報名時宣稱的3小時，大幅縮減至2小時25分鐘，並加設兩個截跑點，要求跑手在限時前通過。部份跑手看到比賽手冊後才知道修改，紛紛在渣打馬拉松Facebook專頁投訴，要求退款或容許轉往其他未有收緊限時的半馬第一組或第二組。專頁承認，新增安排主要為符合國際田聯「金級賽道」要求，確保賽道上無其他跑手在馬拉松精英跑手之前，避免影響他們表現。

### 禁止跑手穿著印有「香港加油」字眼的服飾
2021年10月24日，是《港區國安法》生效後首個大型馬拉松賽事，有逾1.56萬人參賽。有跑手因穿著印有「香港」（打橫看是「加油」二字）字眼服飾，遭警員截查，並被賽會要求更衣，遭警告如不從「後果自負」；有跑手欲反轉衣服穿上仍被拒參賽。大會回應事件時表示不希望賽事加入任何政治元素，但沒具體回應「香港加油」四字與政治有何關係。警方表示，主辦單位如遇上破壞社會安寧甚至違法情况，可求助警方，是次活動期間警方並未接獲相關個案。

### 劉馬車亂入賽事
2023年的渣打香港馬拉松中，自稱沒有報名參賽的YouTuber「劉馬車」劉駿軒在其YouTube頻道直播跑步片段，其中一段長達2小時16分鐘，最後更獲工作人員派發完成賽事的獎牌。而他身上並沒有展示任何號碼布。到傍晚，主辦單位表示大會將調查有未經報名人士擅闖賽道一事，並保留追究權利，並譴責任何影響參賽者的人士。最後，田總於同年6月宣佈，劉氏將被終身禁止參與該會舉辦的所有賽事。

## 比賽日特別交通安排
- 由於賽道主要為馬路，故比賽路段當日需要封閉一段時間，大量巴士路線及小巴路線（2024年賽事當日涉及約210條巴士路線及約35條小巴路線）需要改道行走，其中九龍巴士46線、城巴82X線及城巴795X線在賽事進行期間需暫停服務。
- 港鐵除機場快綫、迪士尼綫及輕鐵外，各條路線均會提早頭班車，方便跑手前往起跑點[111]，詳情如下：
  - 港島綫－堅尼地城站往柴灣站：04:08、柴灣站往堅尼地城站：03:56
  - 南港島綫－海怡半島站往金鐘站：04:02
  - 荃灣綫－中環站往荃灣站：04:22、荃灣站往中環站：03:55
  - 觀塘綫－調景嶺站往黃埔站：03:46、黃埔站往調景嶺站：04:08
  - 將軍澳綫－寶琳站往北角站：04:00、康城站往調景嶺站（於調景嶺站接駁往北角列車）：03:57
  - 東涌綫－東涌站往香港站：03:40
  - 東鐵綫－上水站往金鐘站：03:25（羅湖站及落馬洲站當日將不會提早服務）
  - 屯馬綫－烏溪沙站往屯門站：03:25、屯門站往烏溪沙站：03:25
- 九巴及城巴開設特別巴士路線[112][113]，分别接載跑手與工作人員前往尖沙咀及維多利亞公園。

## 外部連結
- 渣打香港馬拉松（页面存档备份，存于）
- 渣打香港馬拉松的Facebook專頁